# 瓜達爾卡納爾海戰
瓜达尔卡纳尔海战，有时被称为第3次和第4次萨沃岛战役、所罗门群岛战役、黑色星期五战役，日本方面称为第三次所罗门海战，发生于1942年11月12日至15日，是盟军（主要是美国）和大日本帝国部队在第二次世界大战期间，在所罗门群岛进行长达一个月的瓜达尔卡纳尔岛战役中一系列决定性的海战，双方围绕着日军试图增援瓜岛守军、运送补给的行动而展开了长达四天的海战和空战，其中大部分战斗都发生在瓜达尔卡纳尔岛（简称瓜岛）附近。
美军在战争中仅有的两名在水面战斗中阵亡的海军高级军官均是在此役中丧生。
以美国为首的盟军部队，于1942年8月7日在瓜达尔卡纳尔岛登陆，并攻占了一座日军正在建设中的机场，后来被称为亨德森机场。随后日本帝国陆军和海军几次用舰只把增援部队运送到瓜达尔卡纳尔岛企图夺回机场，但都归于失败。1942年11月初，日本组织了一支运输舰队将7,000名步兵部队及其装备运输到瓜达尔卡纳尔岛，企图夺回机场。数艘日本军舰被分派炮轰亨德森机场，藉以摧毁威胁日本舰队的盟军飞机。由于获悉日本增援部队即将到达，美国军机和军舰先行发动攻击以保卫该机场，并阻止日军的增援。
战斗结束时，双方在两次惨烈的夜间水面战斗中均失去许多军舰，而日本比美国遭受更多的损失。美军成功阻止日本军队使用舰炮轰击亨德森机场。盟军飞机也击沉大多数日本运兵船，阻止了日本的大批部队和装备到达瓜达尔卡纳尔岛。此役日本最后一次试图夺回瓜岛和图拉吉岛，同时也导致了美国及盟军的战略性胜利，最终决定了瓜岛战役的结局。
这次战役使得日本军队丧失了在瓜岛海域的夜间通行自由度，同时也是日本海军在太平洋战争中丧失制海权的开端。

## 背景
为期6个月的瓜达尔卡纳尔岛战役开始于1942年8月7日，当时盟军（主要是美国）的部队在当时英国殖民地所罗门群岛中的瓜达尔卡纳尔岛、图拉吉和佛罗里达群岛登陆。登陆的意图是阻止日本使用岛上的基地，从而威胁美国与澳大利亚之间的供应航线，并作为他们攻势为起步点，以孤立大日本帝国在拉包尔军事基地和支持盟军的新几内亚战役。日军已经在1942年5月占领图拉吉及从1942年6月起开始在瓜达尔卡纳尔岛兴建机场。
当8月8日夜幕降临时，盟军部队共11,000人占领了附近的小岛屿图拉吉，与日本正在瓜达尔卡纳尔岛伦加点修建中的机场（后改名为亨德森机场）。盟军在亨德森机场的空军部队被称为“仙人掌航空队”。为了保护机场，美国海军陆战队在伦加点侧翼建立了一条外围防线。在之后两个月，其它的增援令美军在伦加点的数量增加至20,000人以上。
日本帝国大本营的反应，是命令司令部在拉包尔、由百武晴吉中将指挥的第17军夺回瓜达尔卡纳尔岛。第17军的单位在8月19日开始抵达瓜达尔卡纳尔岛以驱逐岛上的盟军部队。
由于受到在亨德森机场上美国陆军航空队飞机的威胁，日本无法使用大型及慢速运输舰运送部队和物资到岛上。相反，他们使用基地位于拉包尔和肖特兰群岛的日本军舰，其中主要是由三川军一海军中将指挥的第8舰队之轻巡洋舰和驱逐舰。这些军舰经常能于同一晚内通过“新乔治亚海峡”前往瓜达尔卡纳尔岛并返航，从而最大限度地减少受到空中攻击的危险。但是，以这种方式运送部队，却未能运送大部分士兵的重型装备和用品，如重型火炮、车辆及大量食品和弹药至瓜达尔卡纳尔岛进行增援。这些高速运行到瓜达尔卡纳尔岛的军舰进行之行动，后来被盟军称为“东京快车”；与此对应，日军称之为“鼠式运输（鼠输送）”。

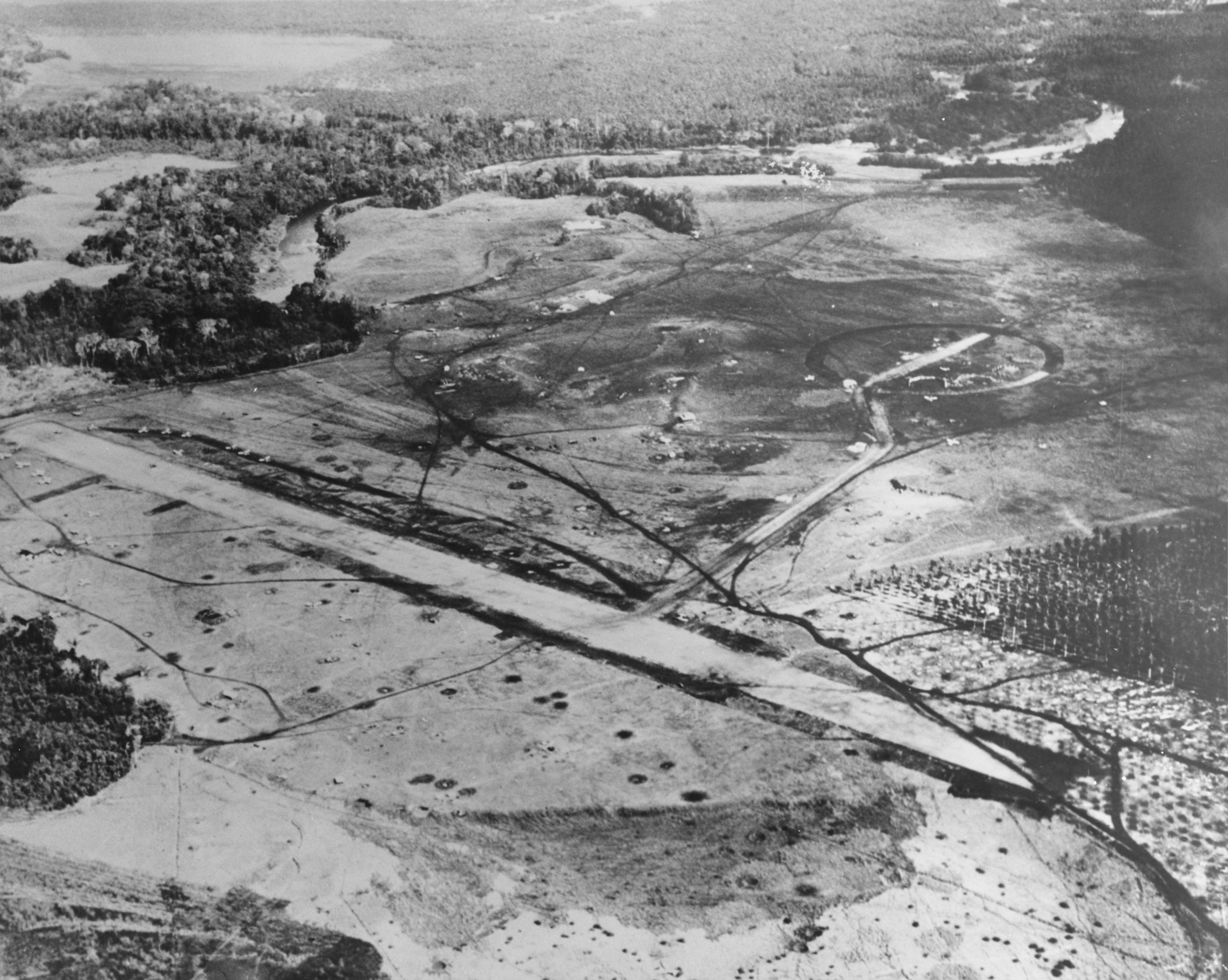
1942年8月下旬鸟瞰瓜达尔卡纳尔岛亨德森机场的航空照片。照片上方可看到位于岛西北面的伦加河和伦加点。

日本数次尝试夺回亨德森机场。首次尝试由为数917人的先锋部队“一木支队”所担当，但因在8月21日的泰纳鲁河战役中被击退而归于失败。第二次尝试是在9月12日至9月14日期间，为数6,000人的“川口支队”在川口清健少将的指挥下于埃德森岭战役中战败。
10月，日本派出15,000名主要来自第2師團的士兵，前往瓜达尔卡纳尔岛，再次试图夺回亨德森机场。除了由东京快递提供部队和装备外，日本还成功地将1队以速度较慢的运输舰组成的庞大舰队驶入附近地区。令这支运输舰队成功驶进的原因是2艘战舰在10月14日晚上实施炮轰，严重破坏机场跑道、摧毁了一半的仙人掌航空队飞机，並烧毁了大部分可用的航空燃料。尽管受到了损害，亨德森机场的人员仍能够恢复两条跑道以供飞机升降、替补和运送燃料，在数星期后仙人掌航空队的飞机数目逐步恢复到炮轰前的水平。
日本另一次试图夺回岛屿的尝试因新派来的部队在10月20日至10月26日于亨德森机场战役中被击败而未能成功，并遭受惨重损失。 与此同时，山本五十六海军大将（日本联合舰队指挥官）在圣克鲁斯群岛战役中击败了美国海军舰队，迫使他们撤离该地区。但是因为日本航空母舰损失了大量飞机和飞行员，日本航母也被迫撤退。 此后，山本的舰只回到他们在拉包尔和司令部所在的密克罗尼西亚特鲁克岛主基地，而三艘大型航空母舰返回日本修理和改装。
日军计划于1942年11月对瓜达尔卡纳尔岛发动另一次进攻，但在行动前还需要作进一步的增援。陆军要求山本援助以提供所需增援到岛上，并支持他们进行计划中对守卫亨德森机场的盟军进攻。为了加强支持力量，山本提供11艘大型运输舰从拉包尔运送隶属第38师团的7,000名士兵、弹药、粮食及重型装备到瓜达尔卡纳尔岛。他还在11月9日从特鲁克派出战舰支持舰队，包括两艘战舰。这两艘战舰包括比叡号和雾岛号，配备专用的炮弹，在11月12日至13日夜间炮击亨德森机场，摧毁驻扎在那里的飞机，以便缓慢的重型运输舰前往瓜达尔卡纳尔和第二天安全到达卸除。 由比叡号战舰为旗舰的战舰舰队由新近晋升的阿部弘毅海军中将指挥。

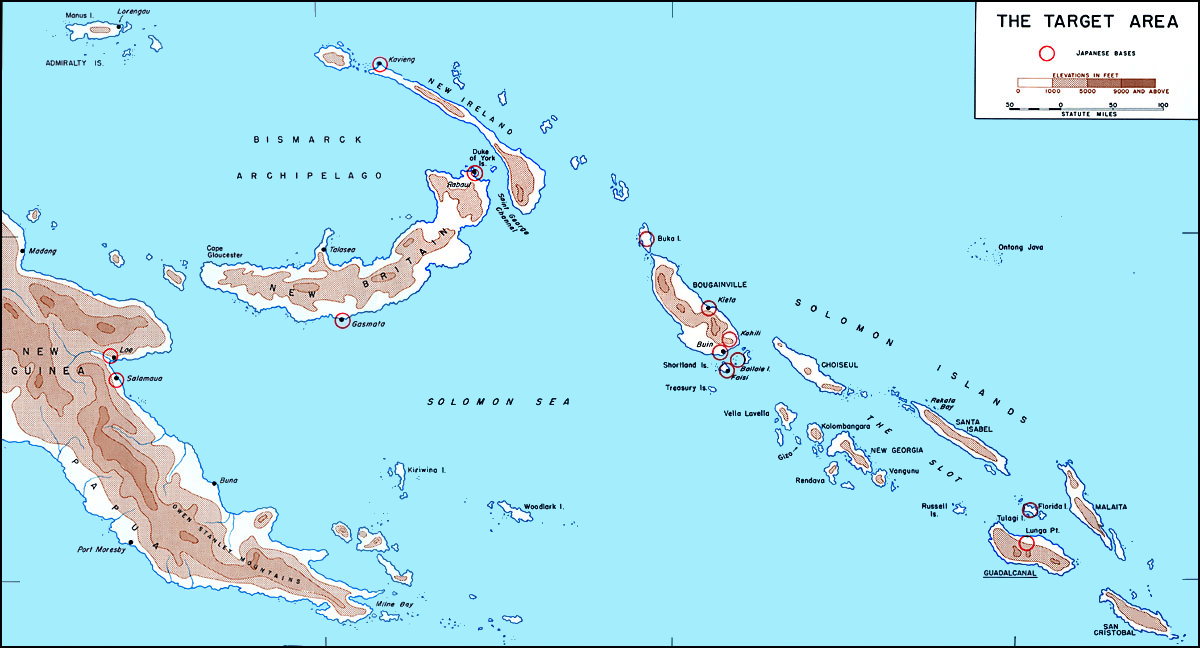
所罗门群岛。 “海槽”（新乔治亚海峡）在群岛中的布干维尔岛和肖特兰群岛（中心）穿过，直至瓜达尔卡纳尔岛（右下）。

由于受到日本飞机和军舰的不断威胁，盟军部队很难再向瓜达尔卡纳尔岛进行补给，原因是他们在该地区往往受到日本陆军上和海军舰队的攻击。早在1942年11月初，盟军情报据悉，日本正准备再次尝试夺回亨德森机场。因此，美军派出第67特混舰队，这是一支大型增援和补给舰队，该舰队被分成两组，由里奇蒙德·凯利·特纳海军少将指挥，在11月11日到达瓜达尔卡纳尔岛。由丹尼尔·卡拉汉少将和诺曼·斯科特少将分别指挥的两个战斗群和从在瓜达尔卡纳尔岛亨德森机场起飞的飞机将为运输船只提供掩护。 运输舰在11月11日和11月12日于瓜达尔卡纳尔岛附近多次遭到来自所罗门群岛布干维尔布因的日本飞机之袭击，但大多数舰只均被成功卸除，无受到严重破坏。12架日本飞机被来自美军舰艇上的防空炮火或从来自亨德森机场的美国战斗机击落。

## 第1次瓜达尔卡纳尔海战（11月13日）

### 序幕
阿部的战舰部队在狭口海峡以北70海里（81英里；130）集结，11月12日驶向瓜达尔卡纳尔岛，预计舰队到达时间为11月13日清晨。由慢速的运输船及12艘护航驱逐舰组成的船队，在田中赖三中将的指挥下，开始从肖特兰群岛驶向“海槽”（新乔治亚海峡），预计到达瓜达尔卡纳尔岛的时间为11月13日晚上。而阿部的舰队中，除了2艘战列舰比叡号和雾岛号外，还包括轻巡洋舰长良号和11艘驱逐舰（五月雨号、村雨号、朝云号、照月号、天津风号、雪风号、雷号、电号、晓号、春雨号和夕立号）。木村進海军少将指挥的第10驱逐舰中队以长良号为首，包括天津风号、雪风号、晓号、雷号、电号和照月号。高間完海军少将则指挥第4驱逐舰中队，旗舰朝云号，包括村雨号、五月雨号、夕立号和春雨号。另外3艘驱逐舰（时雨号、白露号和夕暮号）将在阿部的舰队驶入瓜达尔卡纳尔岛以北、萨沃岛附近的萨沃海峡（即将以“铁底湾”而闻名）时在拉塞尔群岛为其提供侧翼掩护。
美国的侦察机发现了航行中的日本舰队，并向盟军司令部发出警告。 由于获得警告，特纳因此调动所有可用的作战舰艇，以保护岸上的部队免受预期中的日本海军攻击及部队登陆，并下令在瓜达尔卡纳尔岛的补给舰在11月12日傍晚撤离。虽然斯科特更有经验，但由于卡拉汉的资历比斯科特稍长数天，因此获委任为全权指挥。
卡拉汉少将的舰队准备在当晚于萨沃海峡迎击日军。他的舰队包括2艘重巡洋舰（旧金山号和波特兰号）、3艘轻巡洋舰（海伦娜号、朱诺号和亞特蘭大號），和8艘驱逐舰：库欣号、拉菲号、施特雷特号、奥班农号、亚伦·沃德号、巴顿号、蒙森号和弗莱彻号。卡拉汉在旗舰“旧金山号”重巡洋舰上坐镇指挥。
在前往瓜达尔卡纳尔岛途中，因為日军穿过了一场范围广大、雨势猛烈的暴雨区，再加上因为阵形复杂，以及阿部令人费解的命令，舰队分成了几群。美国舰队在铁底湾以单纵阵部署，驱逐舰分别被部署于舰队前后，而巡洋舰在中间。其中5艘舰艇拥有新式型号、性能优异的SG雷达，但卡拉汉没有把它们部署在前列，也没有选择其中1艘为他的旗舰。卡拉汉也没有把战斗计划發給舰长們。

### 战斗

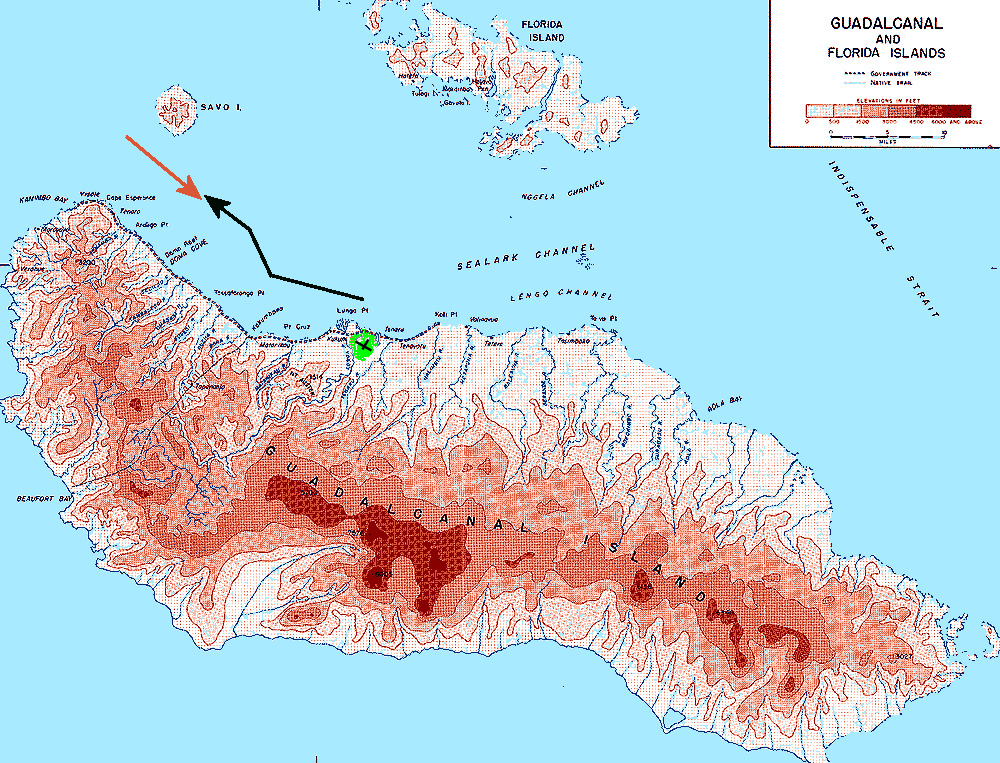
11月13日阿部指挥的日军（红线）以及卡拉汉指挥的美军（黑线）的大致路线。两军此前各自迎头相向，最终在位于萨沃岛、瓜岛的埃斯佩兰斯角与伦加点之间的“铁底湾”相遇。瓜岛上的绿点为亨德森机场

11月13日01：25左右，由于气候条件恶劣，并且当晚是新月，导致能见度极低。日军舰队驶入萨沃岛以及瓜达尔卡纳尔岛之间的海峡，准备炮击亨德森机场。日舰的方位出乎美军意料之外：日舰并非从海槽前来，而是绕道萨沃岛以西，因此从海峡的西北边进入该海域、而非正北。日军船员与美军不同，他们接受了大量的夜战训练和演习，包括夜间操舰和炮术演练。日军的这种经验不仅仅在本次战斗中发挥，在瓜岛诸次战斗中亦有体现。
约从01：24开始，数艘美军舰艇通过雷达侦测到了日舰，但因为无线电设备故障、缺少互相的通信程序，以及缺乏经验，各舰配合欠缺，这些信息没能送达卡拉汉。讯息虽然收发往来，但没能传达给指挥官；而卡拉汉缺乏对新式装备的认识，又浪费了大量时间来将雷达获得的信息和肉眼的瞭望比对，但此时视野不佳。卡拉汉的舰队没有现代的作战情报中心，无法快速处理和协调获得的情报；雷达侦测到的舰船在视线以外，而卡拉汉则试图从舰桥上用肉眼协调行动。（对于此战以及其他较早前的水面舰艇行动的战后分析，于1943年初催生了现代的作战情报中心。）
在雷达侦测到目标后数分钟，双方都目视到了对方。但阿部和卡拉汉几乎同时都在犹豫让自己的舰队投入战斗。阿部显然是因为美舰的靠近而大吃一惊，此时日舰的甲板上堆放着大量的高爆弹，而并非对舰用的穿甲弹。他犹豫了片刻，在考虑是让自己的舰队撤退，好让战列舰重新装弹，还是继续前进。卡拉汉则本打算像斯科特在埃斯佩兰斯海角海战中那样，抢占日舰的T字横头；但他自己情报不足，同时因为日舰分散成了几个舰群，因而拿不定主意。他发出的几个命令让手下不明所以，在战斗中耽搁了太长的时间。

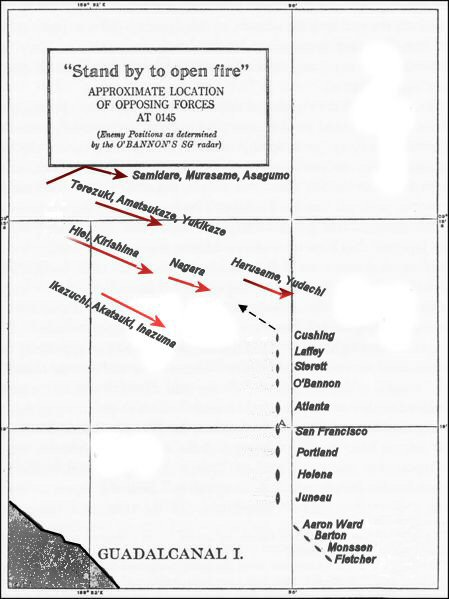
11月13日凌晨1时45分美日舰艇位置

01：48时，晓号和比叡号都打开了探照灯，照亮了仅距离3,000碼（2,700）、处在战列舰平射距离以内的亚特兰大号。双方都有多艘船同一时间开火，阵型迅速散乱开来。卡拉汉意识到己方几乎被日军包围，于是发出了一个让人无所适从的命令：“奇数船向右舷开火，偶数船向左舷开火。”，但是他在战前没有任何相关的安排，而此时队形也早已凌乱。剩下的美舰相继开火，不过有几艘因为卡拉汉的命令必须切换目标。卡拉汉的旗舰旧金山号命中多艘日军舰艇，他认为担心可能误伤友军，发出以下指示：「各船舰不可攻击友军，瞄准大型船舰攻击」。双方军舰犬牙交错，进入了混乱的近距离战斗。此时日舰凭借更优越的光学仪器、以及更加训练有素的夜战水平占据了优势。旧金山号遭到雾岛号战列舰的炮击，攻击使得旧金山号的船舵失灵。事后蒙森号上的一名军官称之为“在酒吧裏把灯打掉后的斗殴”。
因为晓号开着探照灯，至少有6艘美舰——拉菲，奥班农，亚特兰大，旧金山，波特兰和海伦娜——在向其射击。这艘日军驱逐舰密集中弹起火，几分钟后即告沉没。
由于亚特兰大号可能是美舰中领头的巡洋舰的缘故，遭受了多艘日舰的火炮和鱼雷的袭击，除了晓号之外可能还包括了长良号、电号和雷号。炮火重创了亚特兰大号，而一枚九三式鱼雷使得全舰失去了动力。动力已经瘫痪的亚特兰大号在海上漂流着，进入了旧金山号的射程以内而遭到了误击，造成了更严重的损伤。斯科特将军和众多舰桥人员阵亡。已经失控并且无法还击的亚特兰大号继续漂流，逐渐脱离了战斗，日舰则从旁边经过。美舰的先导驱逐舰库欣号同样被交叉火力所覆盖，其中有可能包括了长良号。库欣号同样受损严重，瘫痪在海上。
比叡号则因其体积巨大，还开着九座探照灯一头冲进了美军阵列之中，于是遭到了众多美舰的围攻。混戰中，跟在库欣号后面的拉菲号甚至一度與比叡号僅有20英尺（6.1）之遙，幾乎接舷相撞。比叡号没办法压低主炮或者副炮射击拉菲号。拉菲号立刻发射鱼雷攻击，但因为距离太近，使得安全装置来不及打开，致使击中比叡号的鱼雷没有爆炸。但拉菲号用自己的5英寸炮横扫比叡的上层建筑和舰桥，击伤了阿部，并且击毙了他的首席参谋。此举使得阿部在剩下的战斗中难以继续指挥。施特雷特号和奥班农号也在近距离向比叡号的上层建筑发动了数次齐射，给比叡号增添了新的破坏。此时两舰收到卡拉汉的指示"不可攻击友军"的命令，两舰以为误伤了友军，便停止了攻击，等分辨清楚后，奥班农号发射两支鱼雷，然后隐没于黑暗之中。
比叡号既然无法射击那三艘驱逐舰，于是就取而代之集中火力向仅仅距離2,500碼（2,300）的旧金山号射击。比叡号和雾岛号、雷号、电号一道，向旧金山号形成交叉火力，使其舵机失控，并杀死了卡拉汉、舰长卡辛·杨以及大部分舰桥人员。比叡号和雾岛号最初的几轮射击使用的是用于对地炮击用的高爆弹，对旧金山号的内部结构影响有限，可能正是因为如此旧金山号才没有被当场击沉。两艘日本战列舰上的水手花了些时间才把对舰用的穿甲弹给装填上去。旧金山号虽然已经了无希望，但依旧在勉力还击。 旧金山号的还击至少击中了比叡号的舵机室一次，使得海水浸入，造成操舵动力不足，严重影响了比叡号的操舵性能。海伦娜号跟在旧金山号后面，试图保护后者免受更多伤害。
两艘美军驱逐舰突然迎来了死亡。有可能是长良号，也有可能是驱逐舰照月号和雪风号一道，来到正在漂流的库欣号旁一轮猛击，瘫痪了所有系统。由于无法还击，库欣号的船员只得弃船。库欣号在几个小时后沉没。拉菲号则在逃脱了比叡号之后，遇上了朝云号、村雨号、五月雨号，还可能有照月号。日军驱逐舰施以猛烈的炮火，一枚鱼雷命中破坏了拉菲号的龙骨。几分钟后火势蔓延到了弹药库，引发了爆炸，拉菲号随之沉没。
波特兰号在参与了击沉晓号的战斗后，被可能是电号或者雷号的一发鱼雷命中，舰艉损伤严重，导致失控转圈。她在绕了一圈之后，向比叡号齐射了四轮，但在此之后的战斗就基本无甚作为了。
夕立号和天津风号自行往美军后列的5艘舰艇驶去。天津风号的两枚鱼雷命中了巴顿号，造成大量杀伤。巴顿号当即沉没。天津风号随后向北，乘朱诺号与夕立号交火之际，命中一枚鱼雷，破坏其龙骨，使其失去动力，并使大部分系统失效。朱诺号此后转向东，缓慢退出交战区域。
蒙森号避开了巴顿号的残骸，向前行驶寻找目标，但鲁莽打开探照灯使的被其它日舰发现。朝云号、村雨号、五月雨号在击沉了拉菲号后发现了蒙森号，遂集火射击，予以严重损伤，迫使蒙森号船员弃船，蒙森号則於次日沉没。但該艦反擊時向右面一口气射出10支鱼雷，击沉日舰「晓」號驱逐舰。

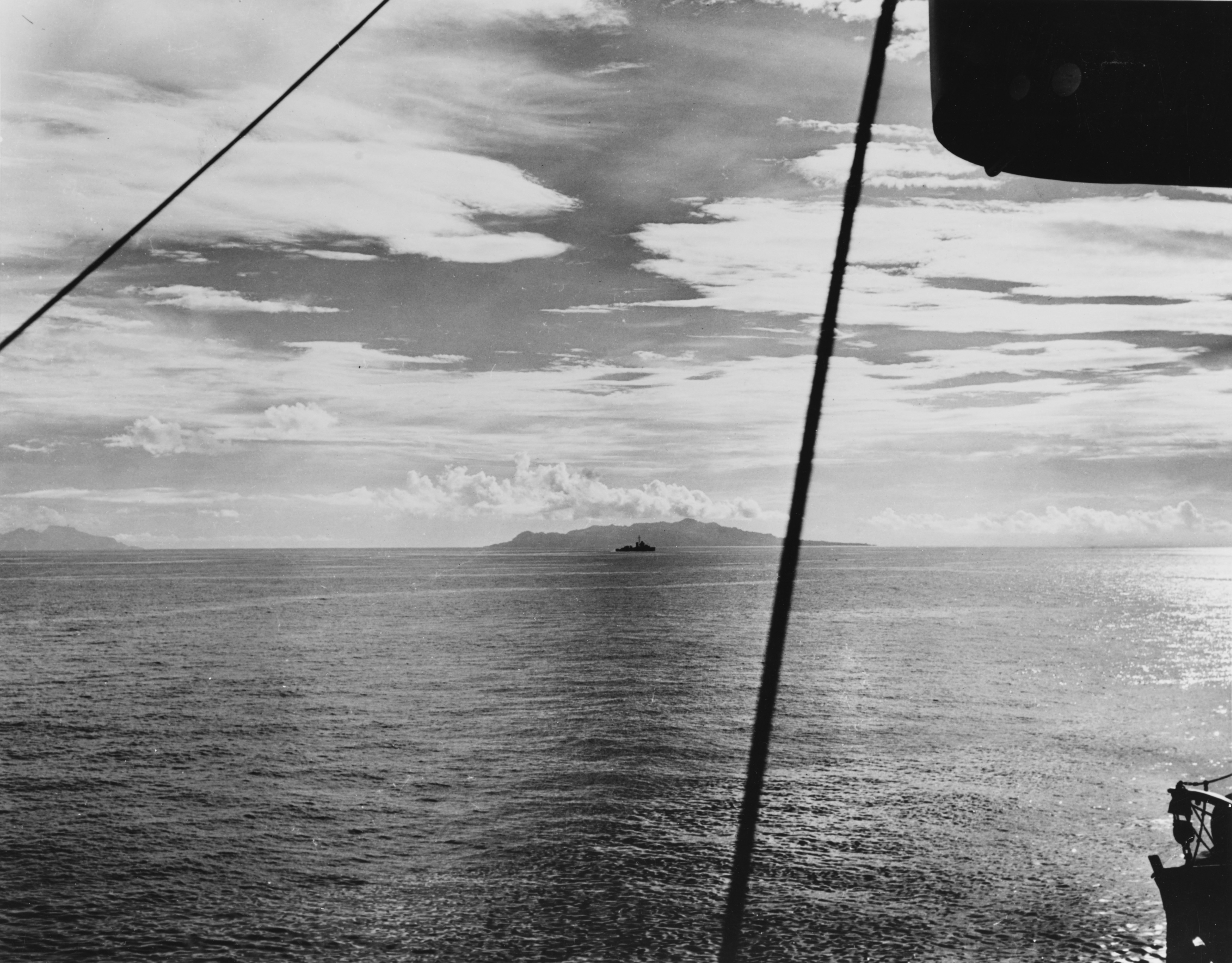
铁底湾，位于萨沃岛（中）及瓜岛（左）之间，是11月13日水面战斗的主战场

天津风号驶往旧金山号，打算彻底葬送这艘巡洋舰，但没注意到海伦娜号。海伦娜号在近距离内侧舷齐射，迫使天津风号退出战斗。其后海伦娜号与朝云号、村雨号、五月雨号缠斗，已经受伤的天津风号乘着烟雾的掩护遁去。
亚伦·沃德号和施特雷特号独自搜寻目标，都发现了夕立号，而夕立对这两艘美军驱逐舰的行动一无所知。两舰同时以火炮和鱼雷射击，对夕立造成严重损害，迫使其船员弃船，但該艦并没有立即沉没。施特雷特号继续前行之时突然遭遇照月号，被击至重创，被迫向东撤退。亚伦·沃德号则与战列舰雾岛号展开单挑，身负重伤沉没。她虽然也曾经想向东逃离，但中途因为引擎故障而失去动力。
美军海军陆战队士兵罗伯特·勒奇其时正在瓜岛上，他这样描述到：
炮弹如繁星般升起，猩红而可怖。巨大的曳光弹以橙色的弧线划破天际。……海水犹如精心打磨过的黑曜石一般，军舰就像扔进小池子里的石头那样扔在海上，似乎一动不动，泛起了阵阵涟漪。
美军战地记者爱拉·沃尔非尔特当时正和陆战队员们在岸边，记载了这场战斗：
战斗成为了短暂而眩目的亮光。那是日军的探照灯，但几乎一打开就立即被熄灭了；是大炮喷发的火舌；是曳光弹奇妙的轨迹；也是巨大的橙色爆炸，有两艘日本船，也有一艘我们的船。……从滩头上看去，那就像是地狱之门，忽而开启，又忽而关上，……反反复复。
在大约40分钟的残酷的近距离战斗后，阿部和吉尔伯特·胡佛（海伦娜号舰长，美军此时还生存的最高级的军官）各自下令撤离，双方脱离了接触，02：26炮火停息。阿部此时手上轻伤的舰艇包括一艘战列舰（雾岛），一艘轻巡洋舰（长良），四艘驱逐舰（朝云，照月，雪风，村雨），此外受损较严重的还有五艘（电，雷，村雨，五月雨，比叡），被击沉两艘驱逐舰（夕立，晓）。美军方面则两艘巡洋舰和四艘驱逐舰被击沉，两艘巡洋舰和驱逐舰被击伤。而美军只剩下一艘轻巡（海伦娜）和一艘驱逐舰（弗莱彻）尚可一战。如今瓜岛已经门户洞开，阿部可以轰击亨德森机场，消灭该地区的美军舰艇，好让兵员和补给送上瓜岛，但他并不清楚实际情况。
在这关键时刻，阿部选择了放弃任务撤退。原因可能有几个。首先他的高爆弹在海战中消耗甚大，存量已经不多，如果不能彻底摧毁亨德森机场，在天亮的时候他的舰队将会遭到空中袭击。他自己的参谋團隊在战斗中的死伤可能也影响了他的決定。此外，比叡号受損通信故障，阿部可能不知道美军尚余多少军舰。而且自己的舰队早已四散，需要重新花时间整队，来协调对亨德森机场的轰击以及对美军舰艇的追击。无论实际情况是什么，阿部发出了撤退的命令，只有雪风和照月留在后面協助比叡。五月雨号03：00打捞了夕立的幸存者，然后才向北撤退与其他日舰会合。

### 首战余波

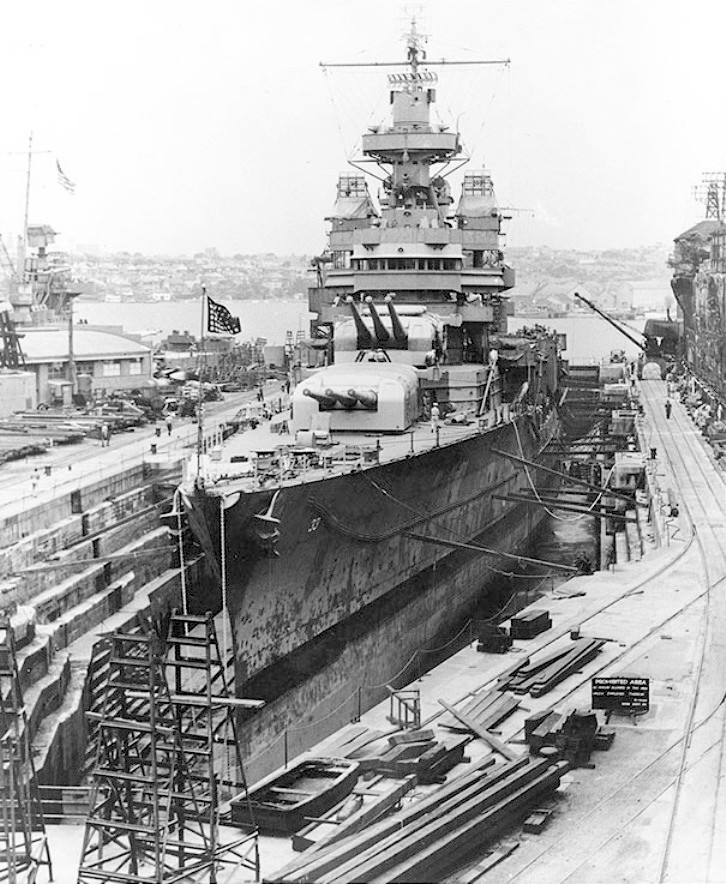
在瓜达喀尔纳尔海战后的一个月，1942年12月，波特兰号在位于澳大利亚悉尼的乾船坞进行维修。

13日03：00，山本决定延後运输船的登陆计划，让其返回肖特兰泊地待命。清晨时分，萨沃岛附近共有3艘受伤的日军舰艇：比叡号、夕立号和天津风号；另有3艘瘫痪的美军舰艇：波特兰号、亚特兰大号和亚伦·沃德号。天津风号遭到了美军俯冲轰炸机的袭击，但没有命中，而是逃回了特鲁克，几个月后再度返回战场。夕立号则被波特兰号和蒙森号击沉；波特兰号虽然已经遍体鳞伤，但火炮依然堪用。美国拖船Bobolink则在铁底湾附近游弋，救助受损的船只，打捞落水的船员。日军比叡号则受到美军重点打击的主要目标，基本丧失作战能力。山本指示雾岛号拖回比叡号返航，阿部在13日凌晨改为雪风号为舰队旗舰。比叡持续受到追击，详情见下文。
波特兰号、旧金山号、亚伦·沃德号和施特雷特号最终得以返回后方港口修理。亚特兰大号则于20：00在瓜岛附近沉没。朱诺号和旧金山号、海伦娜号、施特雷特号、奥班农号在当天稍晚时一同出发，但被日本潜艇I-26发射鱼雷击沉(9°11′10″S 159°53′42″E / 9.18611°S 159.89500°E)。朱诺号的100多名幸存者被扔在广阔的海洋上等待救援，直到8天后救援飞机才姗姗来迟，而最终只有10人获救，其他人则因为伤病、营养缺乏、鲨鱼袭击而死，死难者中包括著名的沙利文五兄弟。美国海军为避免再次发生同类事件，规定直属家族的人不可在同一艘戰鬥艦艇上服役。弗莱彻号装备了新型雷达，能清楚辦别目标，在战斗中首先向日舰射击，当友舰跟随射击时，弗莱彻号就向其它日舰转移火力，在这场海战中起到重要的引导作用。同时，弗莱彻号是美军唯一沒有受到任何损害的军舰。
历史学家大多认为阿部的撤退是美国战略上的胜利。亨德森机场依旧正常，飞机随时可以起飞攻击缓慢的日本运输船队，阻止他们往瓜岛投送那些宝贵的物资。，由于阿部的舰队无法按计划炮击亨德森机场，山本命令田中的增援部队返航。此外，日本人失去了全滅該地區美军水面部队的机会，因為纵使是资源丰富如美国也需要相当时间才能从这打击中恢复回来。据闻山本对此勃然大怒，解除了阿部的指挥权，并在不久后强行让其退役。不过山本看起来更像是因为阿部失去了比叡号，而不是他没能彻底消灭美军舰隊。山本在上午任命海军中将近藤信竹指挥特鲁克第二舰队，以雾岛号为核心重新组建炮击部队，于14-15日夜间再度袭击亨德森机场。
连同朱诺号在内，美军共有1439人阵亡。日军则在550到800人之间。历史学家理查德·B·弗朗克写到：
这一場惨烈、混乱的近距离海上戰鬥在本次大戰中亦无出其左右者。但战斗的结果并非决定性的。卡拉汉和他的舰队的牺牲为亨德森机场争取到了一天的喘息时间。这场战斗，推迟日军的大规模增援，不过并没能完全阻止登陆，更何况规模空前的（日本）联合舰队还在后头。

## 比叡號的末日

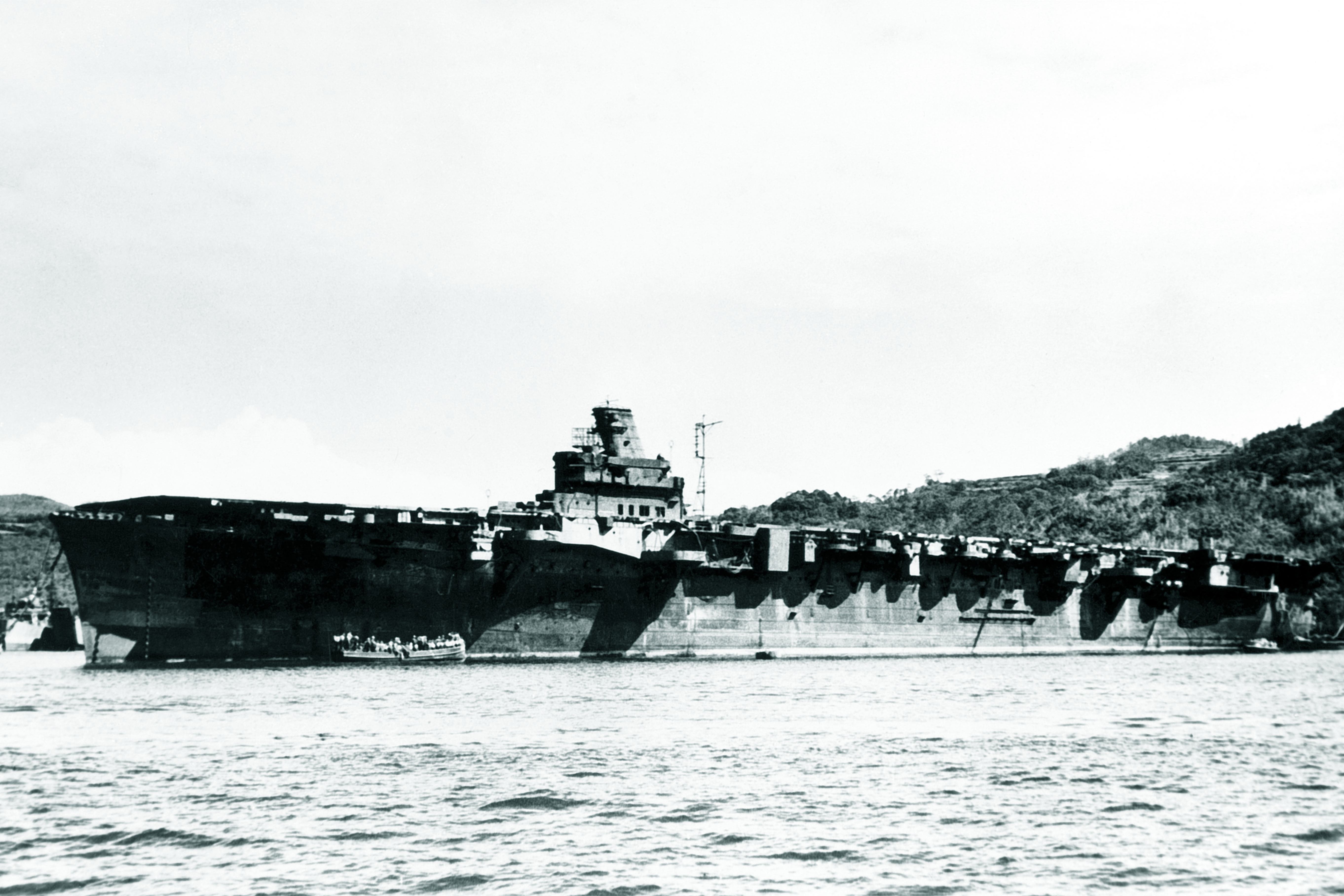
掩护比叡号的隼鹰号航母

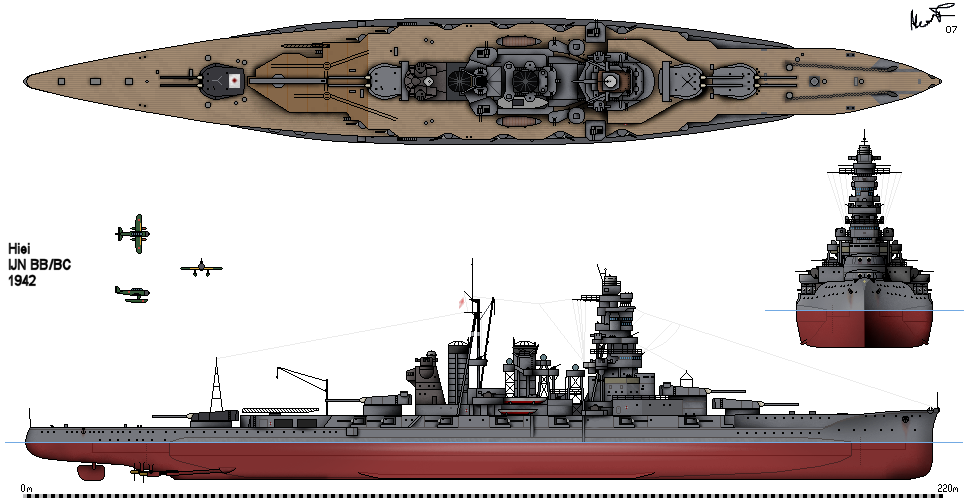
美国海军于1942年绘制的比叡号情报三视图，可以看出其舰桥的形状与同级姐妹舰不同

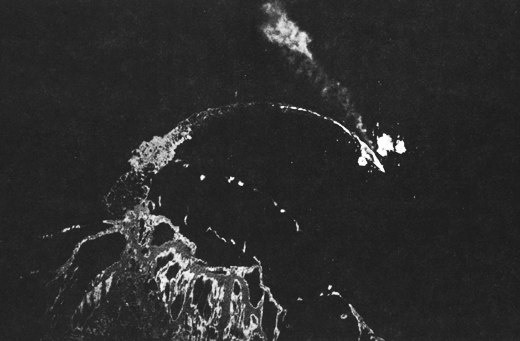
正在遭受空袭的比叡号

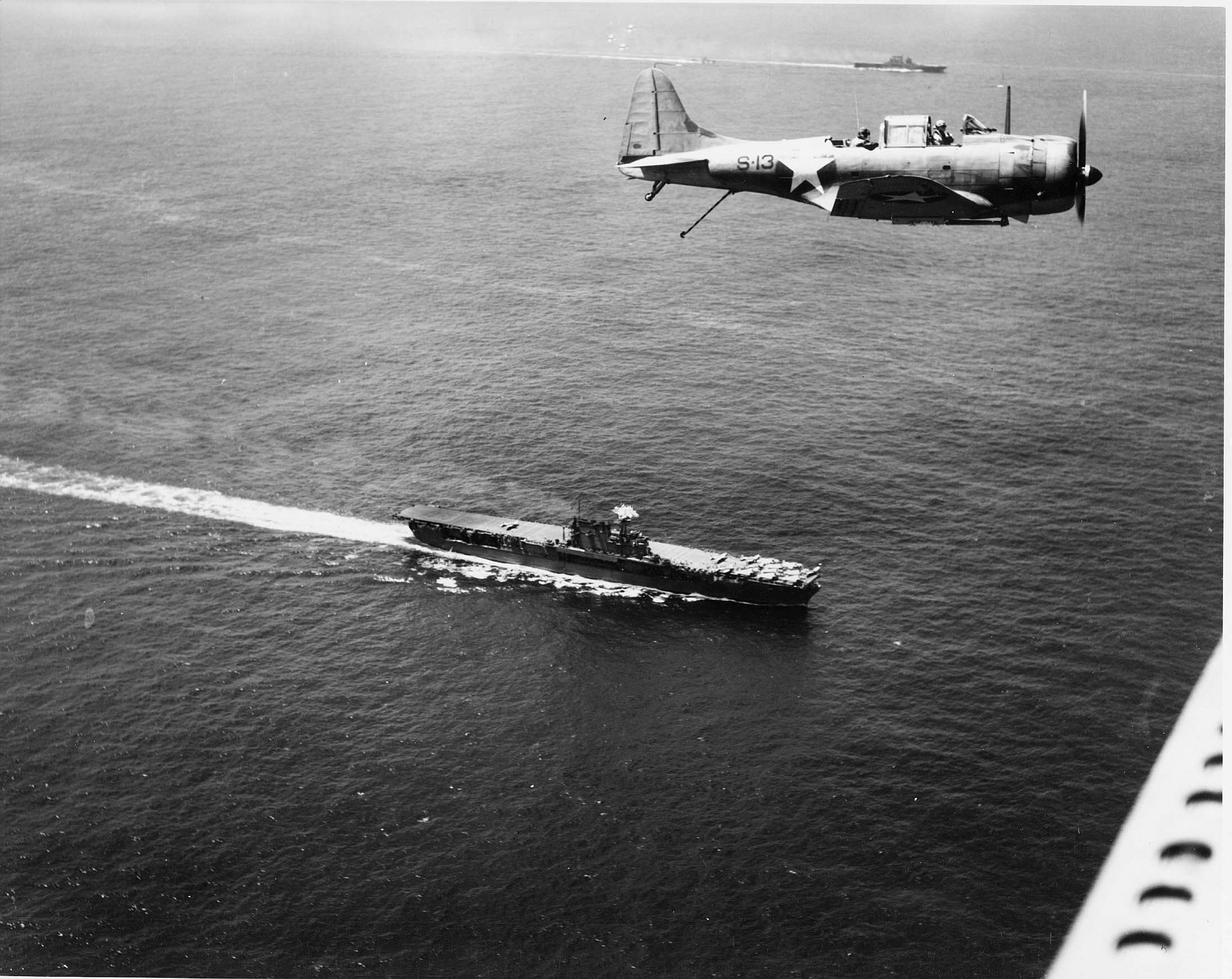
美国海军企业号航母与SBD俯冲轰炸机

比叡號虽然成功灭火，但依然不能从交战区域脱离。其船舵无法固定，无法直线前进，只能原地转圈；而僚舰早已经往北方退却。阿部对雾岛號和驱逐舰发出命令，要求日落后过来为比叡號进行曳航。驱逐舰雪风号最早赶到，阿部遂于比叡号换乘至雪风号。不久照月号、时雨号、白露号、夕暮号相继抵达。各舰一边进行护卫，一边尝试对比叡號进行曳航。
随着天色渐明，美军为了消灭比叡号而接连投入航空部队。阿部在天亮前就发出了空中掩护的请求。03：20从隼鹰号航空母舰上起飞了6架零战、并以九九舰爆2架为先导机，急速赶往比叡号。本日隼鹰号共计派出零战23架、舰爆3架、舰攻2架担任掩护任务，其中损失了5架零战。同时水上飞机母舰讃岐丸亦派出数架水上飞机协助零战警戒。此外，从布纳基地出动的第204飞行队的6架零战到了拉莫斯岛上空就因为天气原因返航。千岁號派出的6架水上侦察机也同样因为天气问题返回。第705飞行队的零战也在一式陆攻的引导下赶赴战场，然而战果不明。
就在日军在左支右绌地组织空中掩护的时候，由F4F战斗机、TBD鱼雷轰炸机、SBD俯冲轰炸机、高空水平轰炸机组成的空袭部队已经杀向了比叡號。比叡號由于引擎故障，无法达到最大出力，又由于舵机问题，无法回避。从隼鹰號而来担任掩护的零战不足10架，与F4F战斗机缠斗而不能脱身，无法驱逐美军机群。美军的空袭不但对比叡號增添新的伤口，而且迫使比叡號中断紧急修理，进行紧急回避以及对空战斗，从而无法恢复操舵能力。比叡舰上的高级指挥官最后试图至少能让比叡號座礁搁浅，也由于已经无法操舰而无法实现。
就在此时，由航母企业号所派出、前往亨德森机场进驻的机群（包括6架F4F和TBF鱼雷轰炸机9架）发现了比叡號和护航的驱逐舰。美军的记录是鱼雷命中左舷、右舷、舰艉各一枚；日军记录是右舷中部及后部各命中一枚。上空的零战全数在与F4F交战，无力阻止企业号的鱼雷机的攻击。企业号的鱼雷机在基地着陆后3小时，再度有6架鱼雷机出动。这次还有海军陆战队的F4F战斗机 6架、SBD俯冲轰炸机 8架同行。本次攻击鱼雷命中比叡號右舷一枚、舰艉一枚、左舷三枚（两枚哑弹）。
在连串空袭中，阿部所搭乘的雪风号也受到近失弹导致的损伤。15：00从布因基地出动的飞鹰号航母派出的零战9架终于到达，但已经无力回天。16：00阿部下达击沉比叡的命令，40分钟后才从山本处收到了暂停的指示（1440发出、1638收到）。在向比叡號发射鱼雷后，在场的5艘驱逐舰（雪风、照月、时雨、白露、夕暮）向西航行撤退。夜间5舰收到山本的指示“救助比叡的人员后向北脱离”，但到达现场后看不到比叡號，据此判断比叡號可能已经沉没。5舰遂北上，10：00左右与大部队会合。
比叡號在太平洋战争爆发前曾多次充当天皇的“御召舰”角色。作为第一艘在战争中被击沉的战列舰，比叡號的损失震动了日本上下。舰长西田正雄未经过正式调查听证，就被时任海军大臣嶋田繁太郎直接下达撤职、解除现役转预备役的处分。
此后，日本国内掀起了造舰运动。

## 战间其它行动（11月13日至14日）

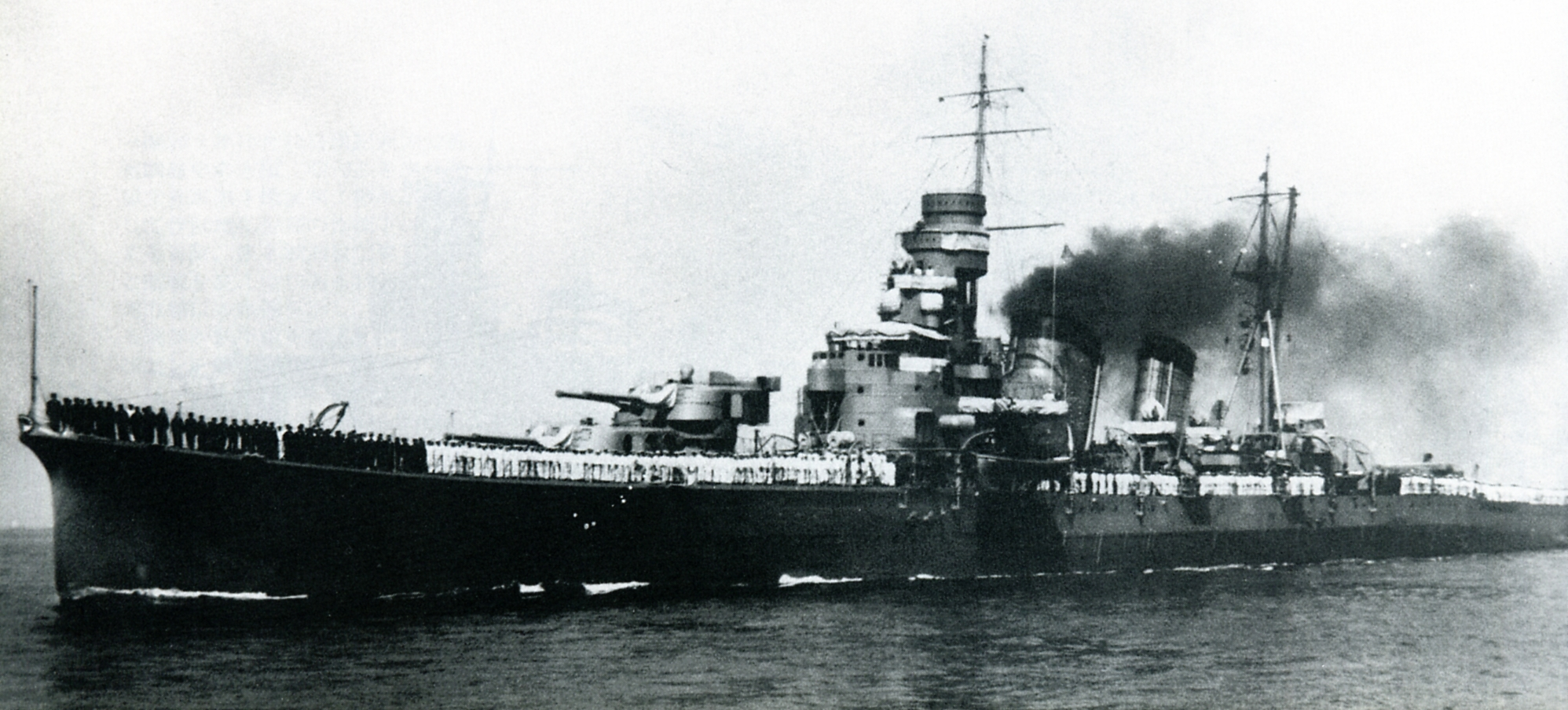
日本海军衣笠号重巡洋舰

虽然日军增援瓜岛的计划有所延误，但日军依旧没有放弃原来的计划。13日下午1时左右，田中率领的11艘运输船回到肖特兰泊地，但2时开始，运输船陆续出港，再度向瓜岛前进。
山本下达了作战命令，接下来的作战将由两部分构成：首先是13日由巡洋舰进行炮击，然后14日夜间由雾岛号进行炮击。根据这个命令，西村祥治率领着第七战队（重巡铃谷、摩耶等）亦从肖特兰泊地赶来。13日晚上10时许，巡洋舰炮击舰队（重巡铃谷、摩耶，轻巡天龙，以及4艘驱逐舰）炮击了亨德森机场；炮击持续了35分钟，破坏了一些飞机和设施，但亨德森机场依旧可以运作。14日早上6时西村舰队与三川军一率领、在萨沃岛附近警戒的第八舰队（重巡鸟海、衣笠，轻巡五十铃）会合。

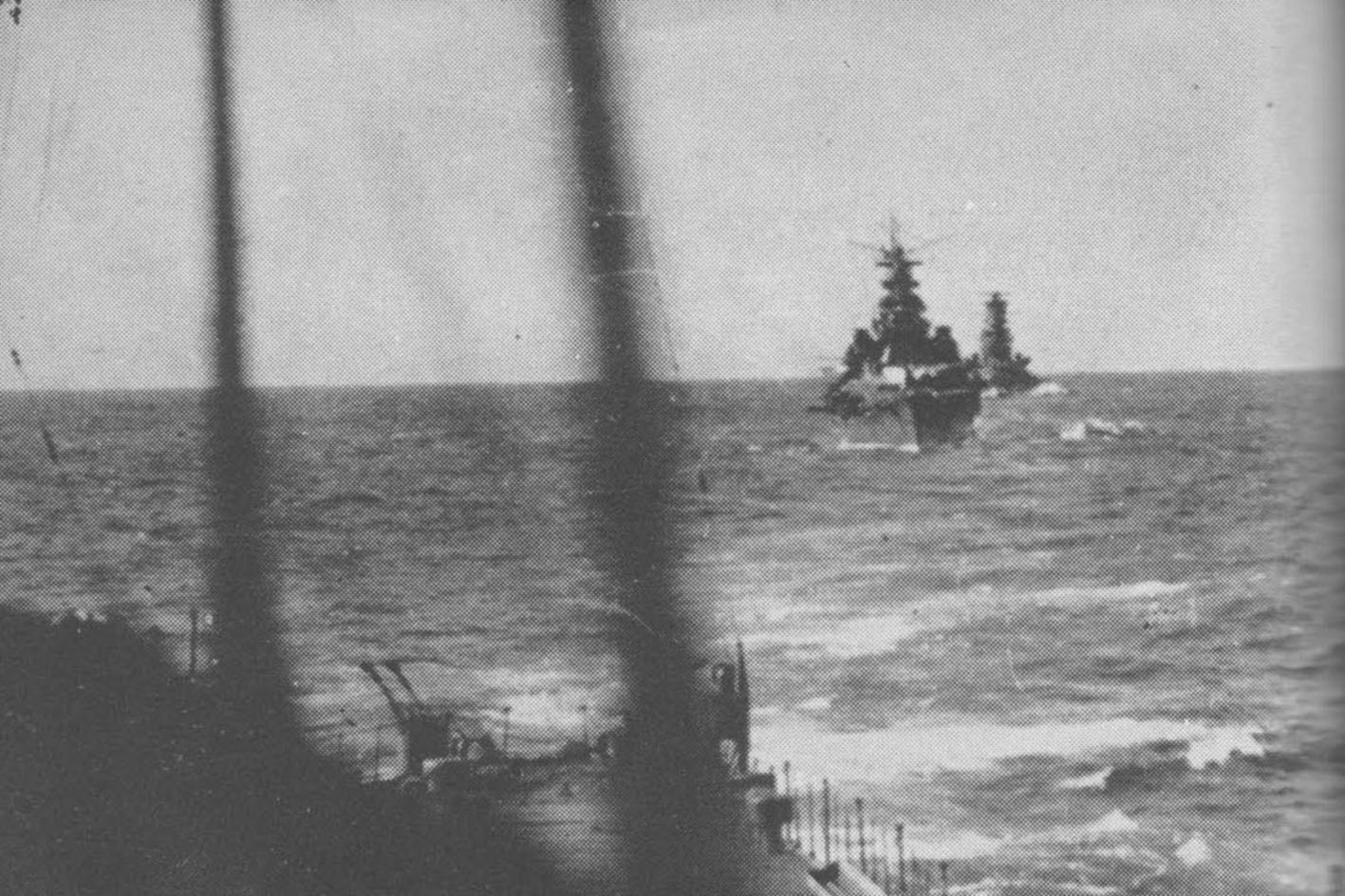
近藤的炮轰部队在11月14日日间驶向瓜达尔卡纳尔岛。摄于爱宕号重巡洋舰，图中心可见雾岛号战舰（战列舰），其次是高雄号重巡洋舰

天亮后，美军飞机从亨德森机场、圣埃斯皮里图岛、以及在瓜岛以南200海里（230英里；370）的企業号上起飞，轰炸日舰；首先是正在撤离瓜岛的三川的舰队，其次是正在往瓜岛前进的运输船队。空袭中衣笠被击沉，乘员中511人死亡；摩耶则被重创，被迫返回日本修理。鸟海受到多枚近失弹袭击，速度下降至29节。五十铃号则受到近失弹袭击，舱室进水，在驱逐舰朝潮号的护卫下驶向肖特兰。
美军对运输船队出动的8轮轰炸使掩护的日军战斗机同样无力招架，6艘运输船沉没、1艘重创返航（稍后沉没），有450名陆军士兵死亡或失踪。在日军内部，有"頑强者"之称的田中指挥护航的驱逐舰一面冒着空袭危险，一面迅速抢救落水的船员，余下的运输船和4艘驱逐舰继续前进，14日夜间在瓜岛西面停下，等待水面舰艇的战斗结果。根据统計，田中指挥的6艘驱逐舰成功救下4800余人。
近藤的舰队13日夜间在昂通爪哇环礁集结，与第三战队（金刚、榛名）会合，然后14日早上在亨德森机场的轰炸机航程以外，为驱逐舰进行补给。美军潜艇鲑鱼号在雾岛补给时正在附近潜伏，但没有找到攻击机会。炮击舰队其后南下，14日下午受到空袭，同一时间美军潜艇飞鱼号发射了5枚鱼雷。雾岛遭到美军潜艇袭击，命中一枚鱼雷，但鱼雷没有爆炸。

## 第2次瓜达尔卡纳尔海战（11月14日至15日）

### 序幕

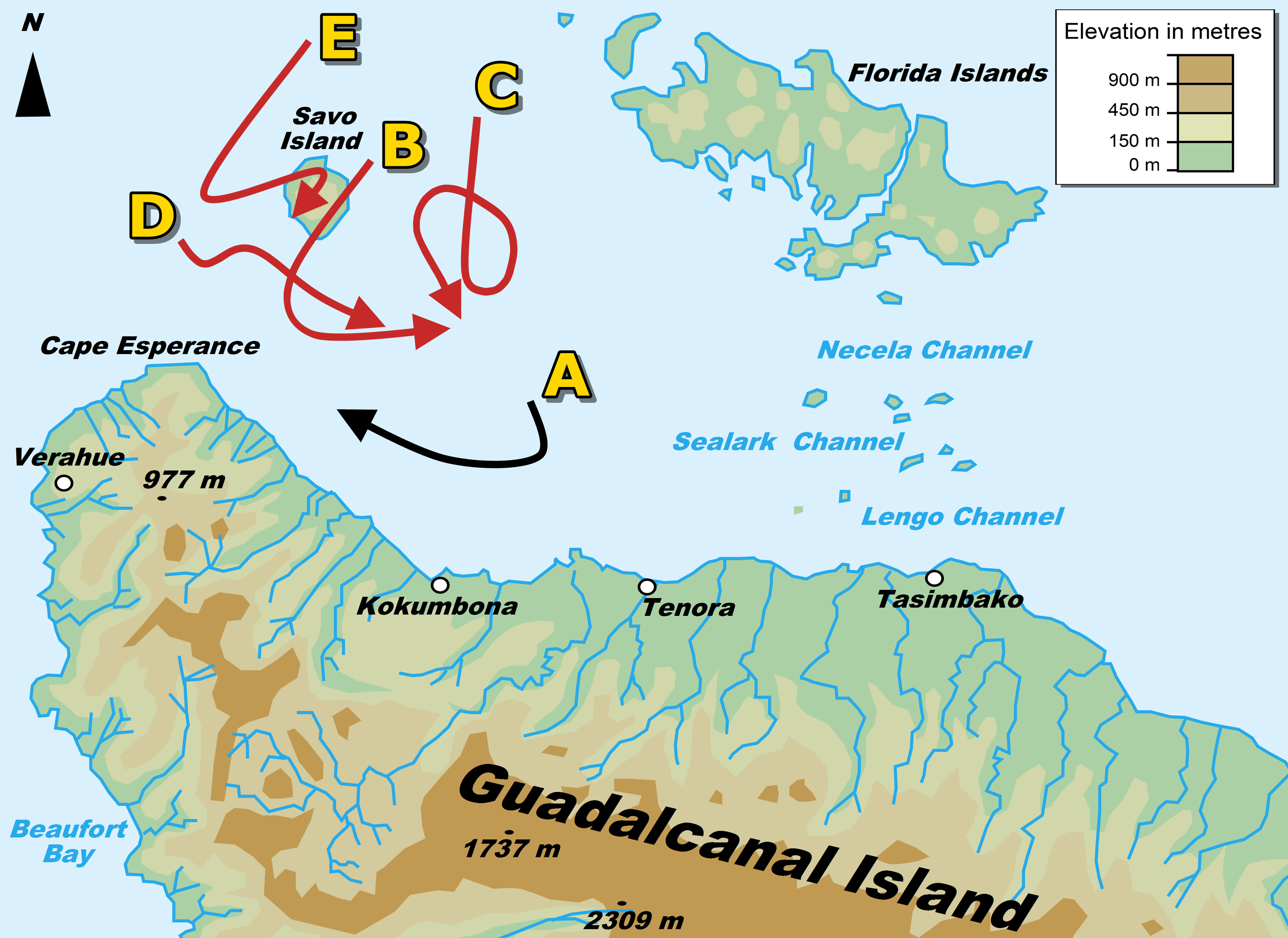
第1阶段的海战示意图（11月14日晚11时17分至11时30分）：红线为日本舰队；黑线为美国舰队

近藤的舰队14日夜10时（日本标准时间比美军时间约迟2小时，即约晚上8时）从必需号海峡向瓜岛逼近。当晚为上弦月，视野中等，可以看到约莫7（3.8海里；4.3英里）的距离。他的麾下包括由战列舰雾岛号，重巡两艘（爱宕号、高雄号），轻巡长良号，驱逐舰6艘（五月雨、朝云、电、白雪、初雪、照月）组成的第一部队（所谓本队），以及由桥本新四郎少将率领，由轻巡川内、第十九驱逐舰队（敷波、绫波、浦波）的第二部队（扫荡部队）。近藤的部队分成了四批突入瓜岛：本队（雾岛、爱宕、高雄、朝云、照月）从萨沃岛以西9千公尺通过，入侵铁底湾；木村进少将领军（长良、电、白雪、初雪、五月雨）从萨沃岛西岸3千公尺处通过。桥本自己的第二部队（川内、浦波、敷波）从萨沃岛以东5千公尺处南下，绫波则从萨沃岛以西南下。根据侦察机的回报，日军得出结论美军在瓜岛周边有“巡洋舰数艘、驱逐舰数艘”，但没有发现美军的新式战列舰。
美军方面，哈尔西从企业号的护航舰队中抽调两艘新式战列舰华盛顿号、南达科他号，连同四艘驱逐舰（瓦尔克号、葛温号、本汉姆号、普列斯吞号），组成特混舰队TF64，归海军中将威利斯·李麾下，以保卫瓜岛以及亨德森机场。这只是一支临时拼凑出来的舰队：两艘战列舰才刚在一起合作几天，而她们的四艘护卫舰艇是从四个不同的单位裏抽调的，唯一的理由就是这几艘船的油料最满。美国舰队抵达铁底湾后就沿着萨沃岛巡逻，华盛顿号在前，南达科他号则在舰列最后。美军时间14日21：48时，TF64从萨沃岛东南处调头，沿萨沃岛逆时针方向行驶。此时李已经从鱼雷艇部队那里得到了日舰来犯的报告。22：55时华盛顿号和南达科他号的雷达捕捉到了18,000（20,000碼）以外的近藤舰队。

### 再战
日军在14日23:00左右发现了美军舰队，不过近藤把战列舰误判为巡洋舰。他下令桥本队和木村队在他自己的分队（地图E点）进入铁底湾之前，先行与美军交战。美舰通过雷达侦测到桥本队，但没发现其他日舰。23:17时两艘战列舰向桥本队开火；5分钟后北方的日舰已经不见踪影，李于是下令停火。但实际上桥本队毫发无伤，而是绕了个圈退出了危险区域。
同时（23:22），美军的前卫驱逐舰开始与木村队以及绫波号交战。日舰回以精准的火炮和鱼雷射击，瓦尔克号以及普列斯通号在10分钟内即被击沉，乘员死伤惨重。而美军驱逐舰虽然付出了巨大的代价，但依然完成了屏护战列舰、抵挡住第一波攻击的任务。23：48李对葛温号、本汉姆号下令撤退。

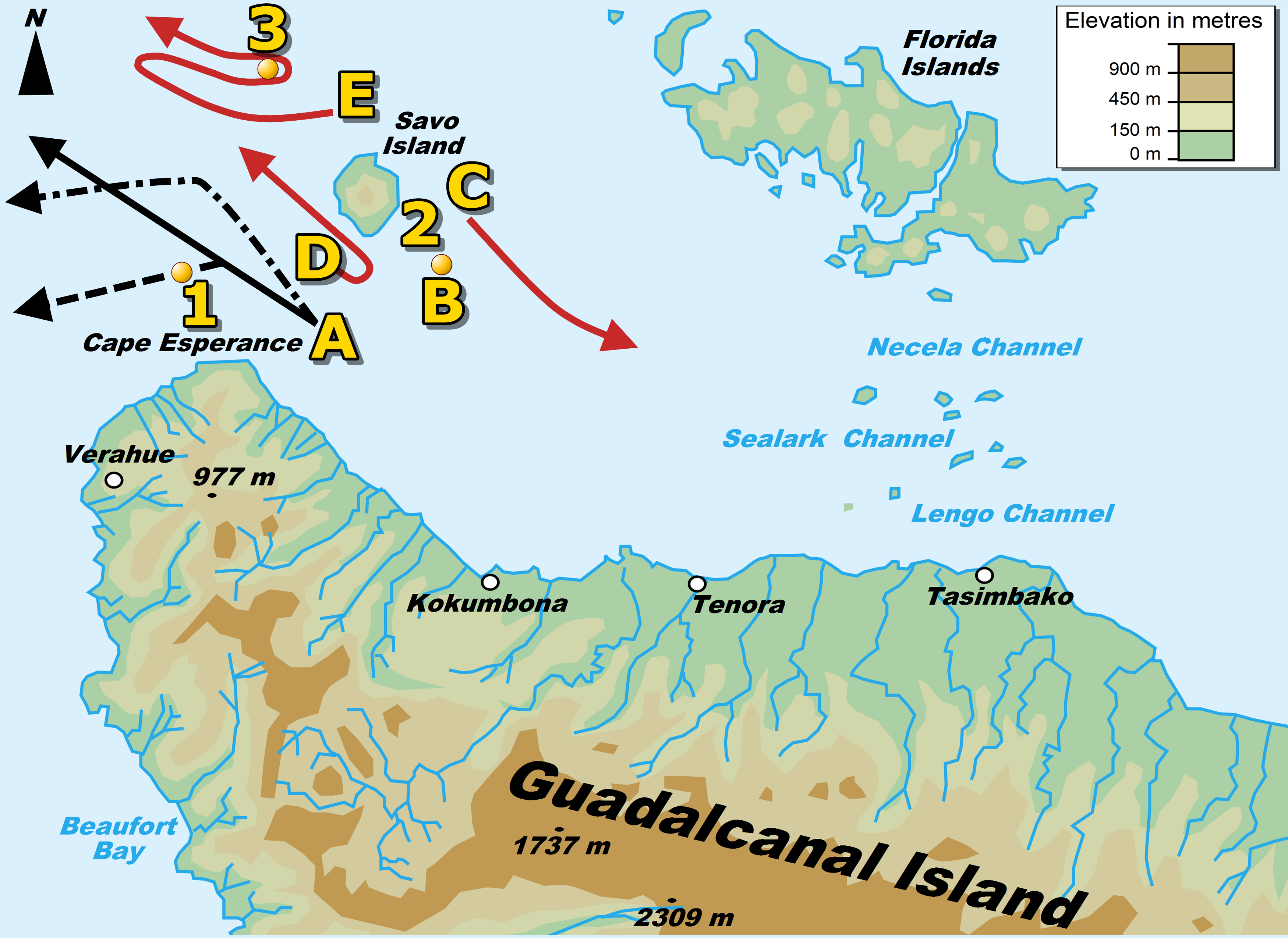
第2阶段的海战示意图（11月14日晚11时30分至次日凌晨零时）：红线为日本舰队，黑线为美国舰队；带编号的黄色小点代表沉没的战舰

华盛顿号穿过美军驱逐舰或伤或沉的区域，用副炮向绫波号开火，绫波号当即起火燃烧，旋即沉没。紧接着南达科他号遭遇电力故障（事后报告其首席工程师在维修时未按照安全规程，合上了一个断路器，导致电路频频串联，使得雷达、电台和大多数火炮都无法使用），但其依然跟随着华盛顿号驶向萨沃岛以西。23:35华盛顿号左转以避开燃烧着的驱逐舰，南达科他号本想跟随，但为了躲开本汉姆号而右转。此举导致南达科他号在火光的映照下显现出了轮廓，成为日舰更近、也更容易瞄准的活靶。
近藤根据手下各舰的报告，判断美军舰队已经被击退。他下令本队驶向瓜岛。他的舰队如今正与两艘美军战列舰迎头相向。

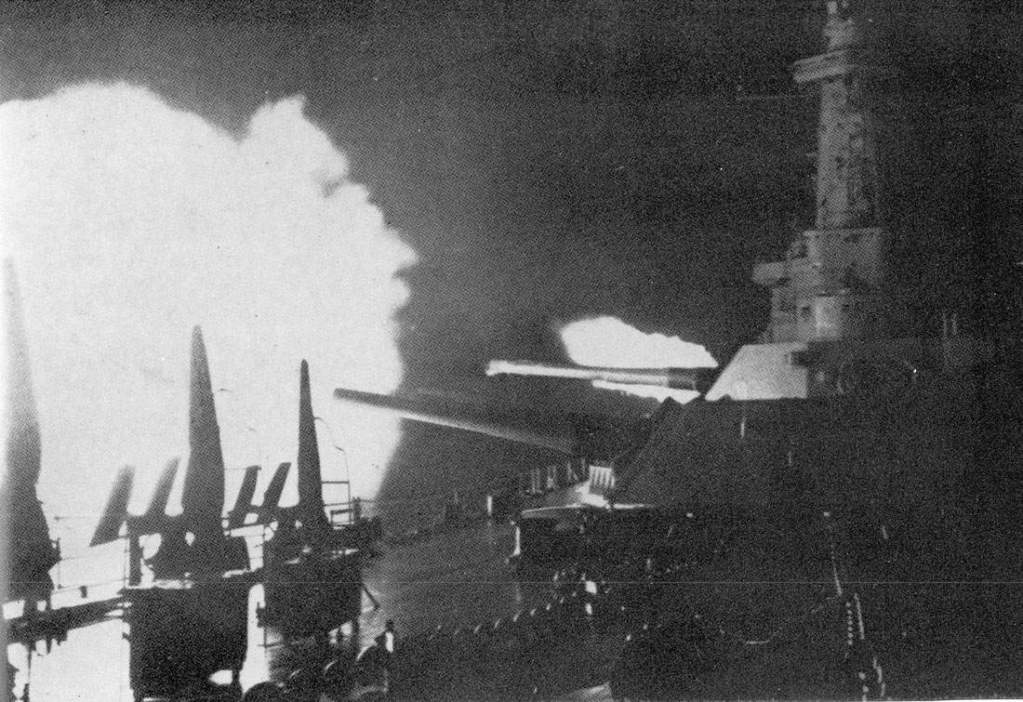
11月15日，“华盛顿”号在战斗中向“雾岛”号开火

14日23:55，日舰打开探照灯照亮了南达科他号，作出了“敌人有前樯楼高大上层甲板乃新式战列舰”的判断，包括雾岛号在内几乎全部日舰的火炮和鱼雷都朝着南达科他号发射。电力部分恢复了的南达科他号奋力还击，命中雾岛号数发，但自身中弹26发（包括未爆弹），通信完全中断，剩下的炮火也无法使用，上层甲板部分区域起火，迫使其试图驶离交战区域。不过日军的鱼雷全部射偏，且南达科他号的要害部分得益于坚固的装甲毫发无损。李后来描述到，敌军向南达科他号的集中射击，“使得我们的新式战列舰又聋又哑又瘸，还没办法还手”。南达科他号39人阵亡，59人负伤，在00:17时就调头离开，没有通知李，但近藤的瞭望员看到了南达科他号的行動。

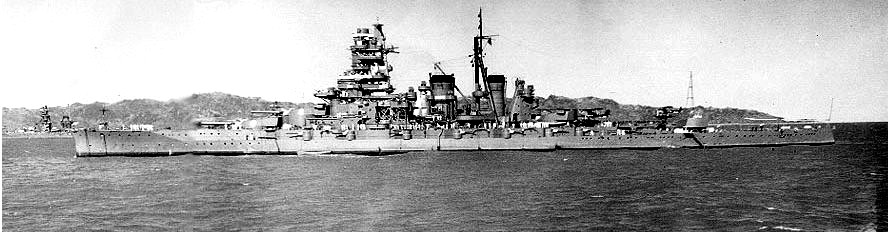
日本海军雾岛号战列舰

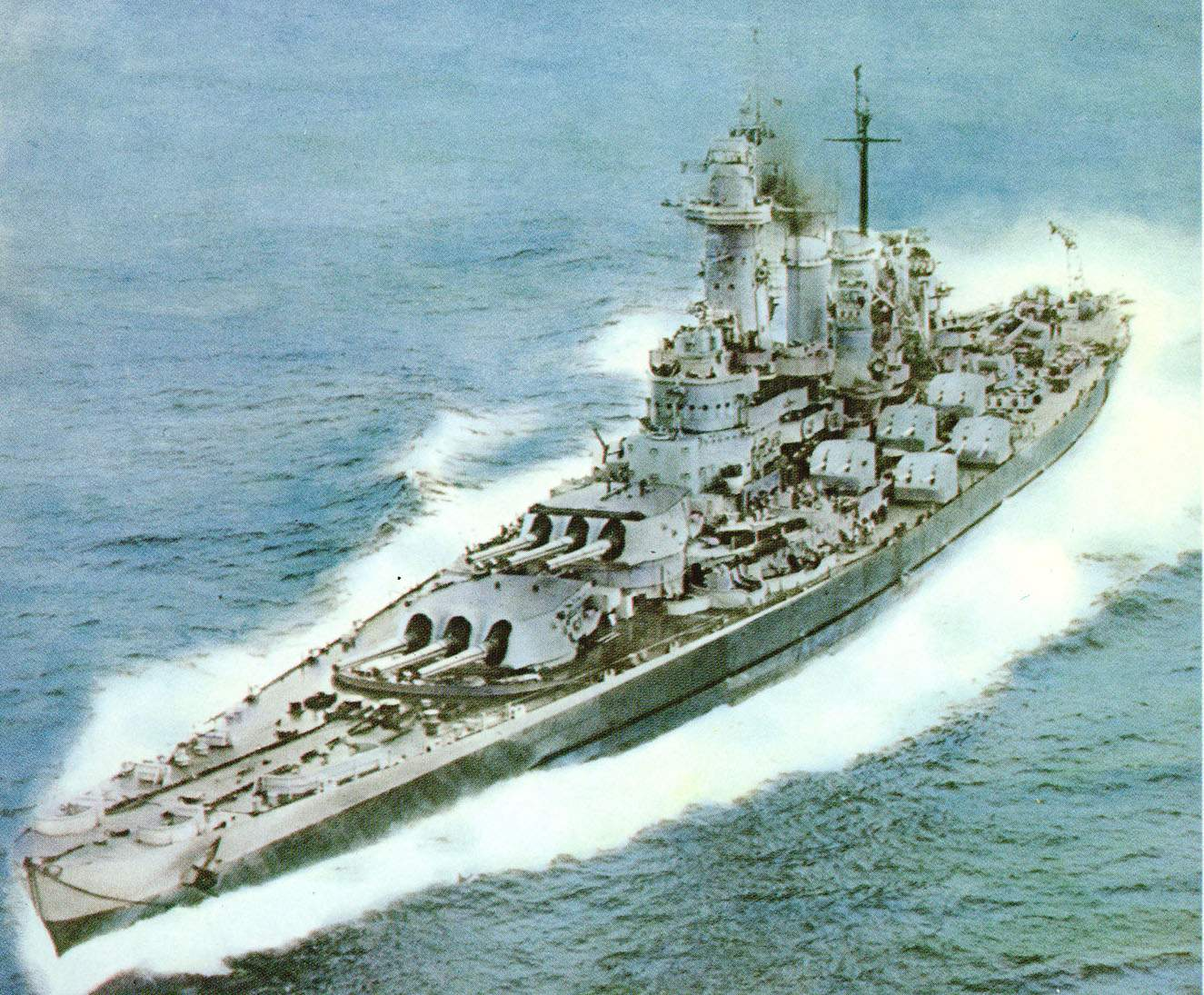
美国海军华盛顿号战列舰

日舰继续向南达科他号射击，没有人发现9,000碼（8,200）之外正在逼近的华盛顿号。华盛顿号虽然锁定了一个大目标（雾岛号），但担心那是南达科他号，故此没有开火。南达科他号此时正在华盛顿号的雷达盲区之内，使得后者无法侦测到前者的动向，李也无法从电台联络上南达科他号。当日舰照亮了南达科他并且倾泻火力后，所有关于孰是敌是友的疑虑也随之消散。华盛顿号从这种近距离内至少有9发主炮炮弹和17发副炮炮弹迅速命中雾岛号，使雾岛号受到重创起火。雾岛水线下被命中，船舵被卡住，只能左转转圈，无法控制方向。华盛顿号同时用副炮攻击高雄号和爱宕号，但爱宕号只有船艏命中一发，并无大碍。
华盛顿号虽然拥有着雷达引导炮击的优势，但同样犯了错误，在误以为雾岛号被击沉后曾停止射击。雾岛号随即以主炮还击，但没有命中。
00:20左右，华盛顿号航向西北，单独驶向拉塞尔群岛，打算消灭田中的运输船队，以及把日舰从华盛顿号看来很可能已经受损的南达科他号引开。近藤下令所有还能战斗的日舰集合以摧毁残存的美舰，然而日舰依然无法找到华盛顿号的位置，而其他美舰早已离开战场。00:22 爱宕号在左舷发现了华盛顿号，并误认为是新出现的美军战列舰。爱宕号随即拉起烟幕，并向华盛顿发射3枚鱼雷。其后双方并行航行炮击了接近15分钟，但无一命中，00:38前后脱离了接触。00:30李判断可能会继续受到鱼雷打击，而且运输船登陆瓜岛的可能性不高，遂调头追击日军。日舰发射了大量鱼雷，但华盛顿号的舰长凭借着高超的操舰技术游走于浅水区域，躲开了所有的鱼雷。不过日舰记录到多枚鱼雷命中爆炸。身在远处的近藤认定已经把美军战列舰击沉，认为他已经为运输船队打开了道路（显然他没把天亮以后的空袭考虑在内），于是在01:04发出命令让日舰脱离接触，离开该区域。01:30左右大部分日舰均已撤离。
在天亮前，雾岛已经右倾5度，舵机故障，只能微速航行。为防止火灾，雾岛号的前后火药库都已经注水，为了恢复平衡又往两舷注水，导致完全不能航行。长良号和驱逐舰尝试拖曳，但终告失败。舰长下令弃舰，转移到照月号和朝云号上。01:23至25前后，在五月雨号、照月号和朝云号的守护之中，雾岛带着212名战死者消失在海上。这场太平洋战场上战列舰之间的首度交锋，以日军雾岛号沉没、美军南达科他号重创、华盛顿号则几乎毫发无伤而告终。

### 尾声
爱宕、高雄、长良回到日本进行维修，这三艘船有大约一个月无法出动。鸟海回到特鲁克维修，1942年12月2日才返回拉包尔。葛温号和南达科他号则花了好几个月的时间：葛温号要到1943年4月，而南达科他号则是到1943年2月。战斗中242名美军官兵阵亡，日军则是249人。

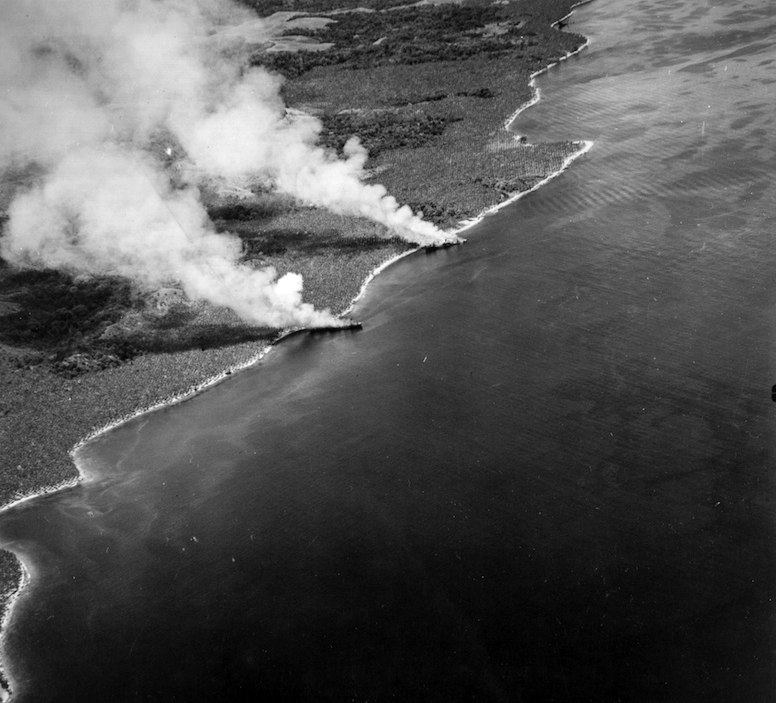
11月15日，2艘搁浅的日军运输舰“宏川丸”及“鬼怒川丸”着火焚烧

这场战斗是太平洋战争中仅有的两场战列舰对决之一，另一场则是莱特湾海战中的苏里高海战。
4艘日本运输船在15日04:00抵达瓜岛，田中和护送的驱逐舰随即沿槽海飞速撤退。05:55从各地、包括亨德森机场在内的美军飞机蜂拥而至对运输船发动攻击，瓜岛上的陆军炮兵也加入其中。不久，美军驱逐舰米德号也靠近过来，对着运输船射击。美军的轮番攻击让运输船起火，摧毁了所有没来得及卸载的装备。只有大约2000-3000名士兵登陆，而他们携带的弹药和粮食基本都损失了。
近藤的任务失败，无法摧毁亨德森机场，也无法为登陆和运送补给确保航路，但是山本的反应相较阿部的撤退要温和得多；这有可能是因为日本海军的传统和政策所致。近藤本人既是联合舰队的二把手，也是日本海军的战列舰派；而阿部则是从驱逐舰舰长爬上現在的位置的。近藤并没有受到申斥，也没有遭到解职，而是继续在特鲁克指挥一支大型舰队。

## 影响

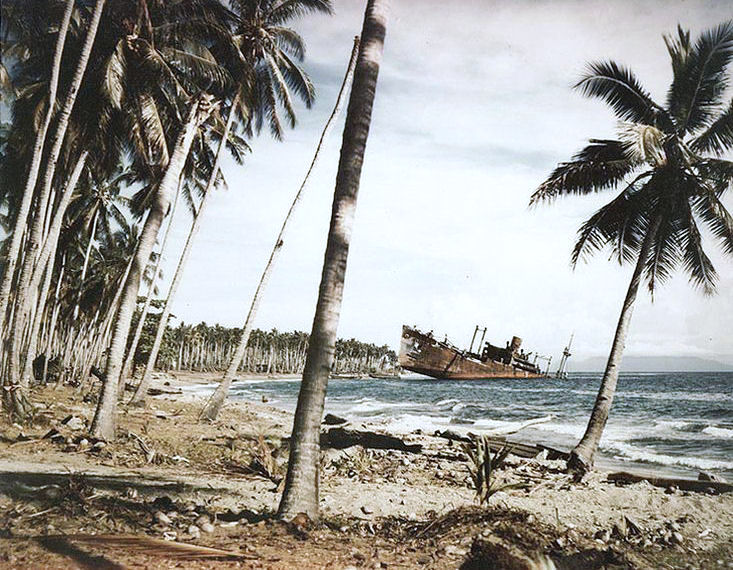
1942年11月15日搁浅在瓜达尔卡纳尔岛海滨的日军运输船“鬼怒川丸”残骸，摄于此战役一年后

日军往瓜岛投送部队和补给的尝试失败，使得日军无力再次发动进攻以图夺取亨德森机场。日本海军只能运送最低限度的补给，以及少量补充兵员。由于亨德森机场以及美军航母的持续威胁，日军只能继续依赖所谓“东京特快”来进行运输。然而这些微薄的物资对于瓜岛上的日军只是杯水车薪，到1942年12月7日为止，平均每天因为饥饿、疾病和美军的陆空攻击而损失50人。12月12日，日本海军提议撤退。日本陆军反对此项提议，认为他们依然有能力从盟军手中夺回瓜岛；但大本营从天皇处获得许可，12月31日决定从瓜岛撤出所有部队，转为在新乔治亚岛重新构筑所罗门群岛的防线。
因此，瓜岛海战是日本海军最后一次对于控制瓜岛周边海域抑或重夺该岛的尝试。相对的，美军可以对瓜岛畅通无阻进行补给，包括1942年12月底换上了两个新驻防的师。亨德森机场挫败了日军的图谋，协助美军取得胜利。日军在岛上的抵抗一直持续到1943年2月9日，大部分幸存的日军都得以撤离。

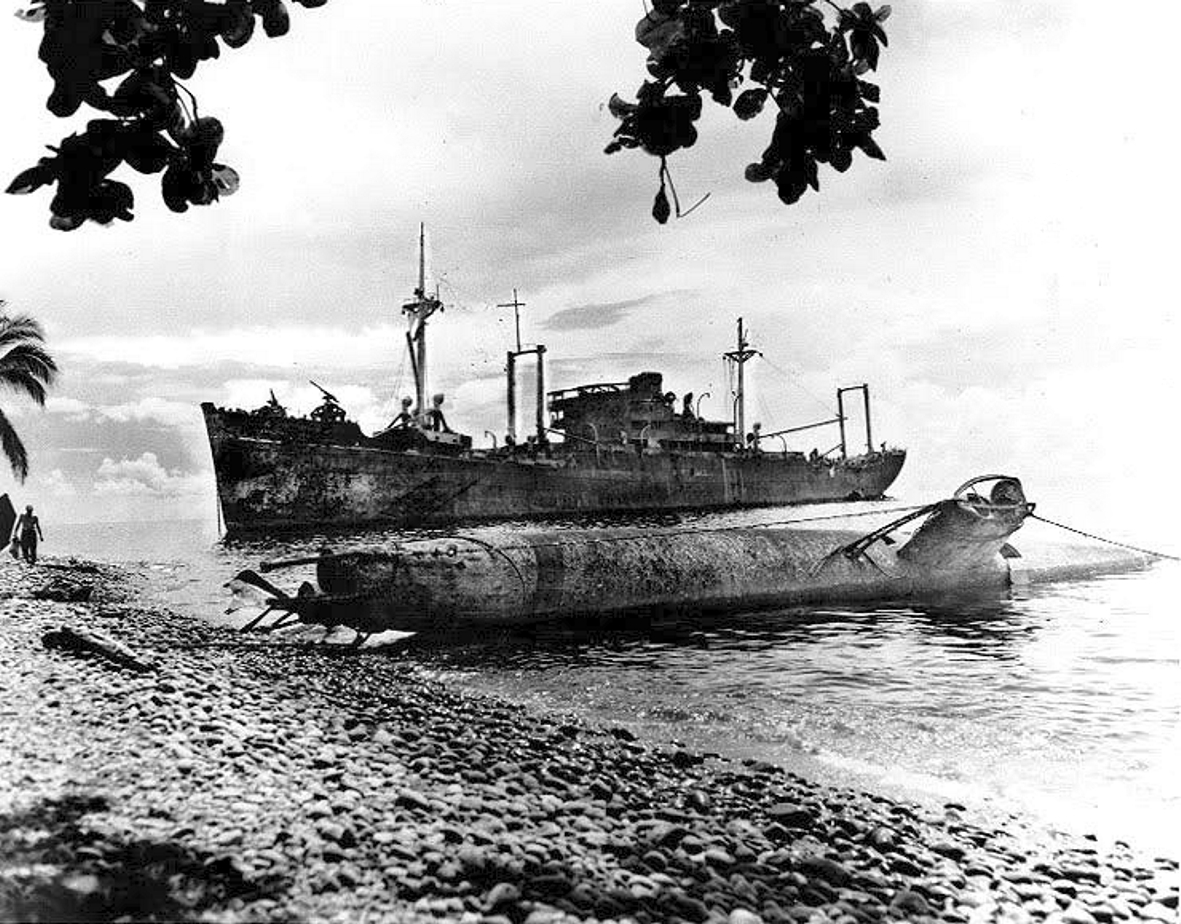
搁浅于瓜岛海岸的日本运输舰“山月丸”以及一艘日本小型潜艇的残骸

日军在向美军战列舰发射鱼雷时，遇到了严重的提早自爆的问题。爱宕号发射了19枚，全部射失，高雄号则是发射情况不明。相同的问题早在1942年3月的爪哇海战役就已经暴露，但当时鱼雷低命中率的问题并没有影响战局，由此导致了7个多月后的瓜岛海战的恶果。
此外，萨沃岛海战时，夜战中一方军舰打开探照灯会有受到敌军集中攻击之虞的问题也没有得到考虑。
日军夸大战果的部分原因是因为鱼雷提早爆炸，导致误判。联合舰队发表了“战列舰击沉2艘、重创1艘，重巡击沉2艘、重创1艘，驱逐舰击沉2艘、重创1艘”的战果。但是宇垣接到了美军两艘战列舰离开的侦察报告，因此写到“美军战列舰2艘、重巡2艘、驱逐舰8艘进入，同样的两艘战列舰离开”。
战前军令部总长永野修身大将在向昭和天皇上奏的时候，裕仁曾警告他“日俄战争中进攻旅顺时曾有过初濑、八岛的先例，需要注意”。日俄战争中，围攻旅顺要塞时，两舰曾经因为俄国布雷舰布下的水雷而沉没，6艘主力舰中当即损失了两艘。但最终裕仁一语成谶，让他最为担心的事情还是发生了。
华盛顿号和南达科他号之间在战斗后发生了矛盾。两舰在港湾内修理的时候，“华盛顿号在南达科他号危难之时见死不救独自逃命”的说法甚嚣尘上，两舰乘员在泊地发生斗殴。南达科他号的舰长在返回美国参加影片“战列舰X(南达科他号)”的攝製时，宣称“南达科他号击沉了雾岛号，华盛顿号则逃命去了”，使得两舰乘员在战后依旧龃龉不断。
美军利用瓜岛的胜利继续前进，积极向日本展开进攻，导致日后日本的一连串失利以及二战的最终结束。美国总统罗斯福在听闻战斗结果后，评论道：“看来战争的转折点终于到来了。”
历史学家埃里克·M·哈梅尔如此总结瓜岛海战的胜利：
在1942年11月12日以前，（日本）帝国海军有着更好的舰队，更好的战术；然而从1942年11月15日开始，他们的指挥官们丧失了信心，他们缺乏战略纵深来迎击不断发展壮大的美国海军。1942年11月以后，日本海军每况愈下，而另一方面，美国海军愈发强大。
统率瓜岛的部队的亞歷山大·范德格里夫特将军对海战中的水兵们不吝赞誉：
我们确信敌人受到了沉重的打击。我们感谢金凯德将军昨天的相助；我们感谢李将军昨晚的奋战；我们的飞机对敌人挥下了永不停息的铁锤。所有这些努力都值得赞赏，但我们最崇高的敬意依然要留给卡拉汉、斯科特、以及他们的战士们。正是他们以无比的勇气，在千钧一发之中，击退了首次进犯的敌军，为接下来的胜利铺平了道路。仙人掌的每个人（瓜岛上的美军）都会解下自己伤痕累累的战盔，向这些战士们致敬。

## 注解
1. ↑  实际的命中次数多少存在猜测。华盛顿号观测到8次主炮命中。美国在战后的战略轰炸调查估计有9发主炮和40发副炮命中。雾岛号的损管长的图表记录了12发主炮和17发5英寸炮命中，其中有几发水下命中，对于华盛顿号是无法实现的；对雾岛号残骸的检查增加了他的证言的可信度。[171]

## 附录
1. ↑  Frank（1990年），第490页
2. ↑  Lundstrom（2005年），第523页
3. ↑  Frank（1990年），第490页，Frank's breakdown of Japanese losses includes only 450 soldiers on the transports, "a figure no American flier would have believed," p. 462, but cites Japanese records for this number. 
Miller, in Guadalcanal: The First Offensive (1948), cites "USAFISPA, Japanese Campaign in the Guadalcanal Area, 29–30, estimates that 7,700 troops had been aboard, of whom 3,000 drowned, 3,000 landed on Guadalcanal, and 1,700 were rescued."  Frank's number is used here instead of Miller.  Aircraft losses from Lundstrom 2005，第522頁
4. ↑  Hough，第235–236页
5. ↑  Morison（1958年），第14–15页
6. ↑  Miller, Guadalcanal:  The First Offensive, p. 143; Frank, Guadalcanal, p. 338; and Shaw, First Offensive, p. 18.
7. ↑  Griffith, Battle for Guadalcanal, p. 96–99; Dull, Imperial Japanese Navy, p. 225; Miller, Guadalcanal:  The First Offensive, pp. 137–138.
8. ↑  Frank（1990年），第202, 210–211页
9. ↑  Frank（1990年），第141–143, 156–158, 228–246, 681页
10. ↑  Frank（1990年），第315–3216页
11. ↑  Morison（1958年），第171–175页
12. ↑  Hough，第327–328页
13. ↑  Frank（1990年），第337–367页
14. ↑  Hara（1961年），第134–135页
15. ↑  Hammel（1988年），第44–45页
16. ↑  Morison（1958年），第225–238页
17. ↑  Hammel, Guadalcanal: Decision at Sea, p. 41–46. 运送部队、装备和军舰的11艘运输舰包括“亚利桑那丸”、“熊川丸”、“佐渡丸”、“长良丸”、“水泽丸”、“堪培拉丸”、“布里斯班丸”、“鬼怒川丸”、“广河丸”、“志保丸”和“山月丸”。
18. ↑  Hammel（1988年），第93页
19. ↑  Hammel（1988年），第28页
20. ↑  Hammel（1988年），第37页
21. ↑  Kilpatrick, Naval Night Battles, p. 79–80; Hammel, Guadalcanal:  Decision at Sea, p. 38–39; Morison, Struggle for Guadalcanal, p. 227–233, 231–233; Frank, Guadalcanal, p. 429–430. 美国增援部队共计5,500人，其中包括第1海军陆战队航空工程兵大队，以替补地面和空中单位、第4海军陆战队替补营、美军第182步兵团的2个营、弹药和供应。第67特混舰队第1战斗群，由英戈尔夫·基兰上尉指挥，包括麦考利号、新奥尔良号、亚当斯号和杰克逊号。第二个战斗群，第62特混舰队第4战斗群，包括参宿四号、天秤座号和泽琳号。
22. ↑  Frank（1990年），第432页
23. ↑  Hammel（1988年），第50–90页
24. ↑  Morison（1958年），第229–230页
25. ↑  Morison（1958年），第234页
26. ↑  Frank, Guadalcanal, p. 428; Hammel, Guadalcanal:  Decision at Sea, p. 92–93. 
莫里森只列出田中的护航舰队中驱逐舰的11艘，分别为：{早潮号、亲潮号、阳炎号、海风号、江风号、凉风号、高波号、卷波号、长波号、天雾号和望月号。但田中声称他拥有12艘驱逐舰 (Evans, Japanese Navy, p. 188)。
27. ↑  Morison（1958年），第233–234页
28. ↑  Hammel（1988年），第103–105页
29. ↑  Frank（1990年），第429页
30. ↑  Morison（1958年），第235页
31. ↑  Hara（1961年），第137页
32. ↑  Kilpatrick, Naval Night Battles, p. 83–85; Morison, Struggle for Guadalcanal, p. 236–237; Hammel, Guadalcanal:  Decision at Sea, p. 92. 特纳与运输舰在11月15日安全到达圣埃斯皮里图岛。
33. ↑  Hammel（1988年），第99–107页
34. ↑  Hara（1961年），第137–140页
35. ↑  Morison（1958年），第238–239页
36. ↑  Kilpatrick, Naval Night Battles, p. 85; Morison, Struggle for Guadalcanal, p. 237; Hammel, Guadalcanal:  Decision at Sea, p. 106–108. 美军驱逐舰与巡洋舰之间的距离为800碼（730）；巡洋舰之间为700碼（640）；驱逐舰之间为500碼（460）。
37. ↑  Calendar-12.com; moon phases, 1942. http://www.calendar-12.com/moon_phases/1942 （页面存档备份，存于） retvd 10 26 15
38. 1 2 3  Frank（1990年），第437–438页
39. ↑  Kilpatrick, Naval Night Battles, p. 86–89; Hammel, Guadalcanal: Decision at Sea, p. 124–126
40. ↑  Morison（1958年），第239–240页
41. 1 2 3 4 5  Frank（1990年），第438页
42. ↑  Hara（1961年），第140页
43. ↑  Frank（1990年），第439页
44. ↑  Frank（1990年），第438-439页
45. ↑  Kilpatrick, Naval Night Battles, p. 90–91; Hammel, Guadalcanal: Decision at Sea, p. 132–137
46. 1 2  Morison（1958年），第242–243页
47. 1 2  Frank（1990年），第441页
48. ↑  Hammel（1988年），第137–183页
49. ↑  Frank, Guadalcanal, p. 449。
在晓号下沉之时，总共197名乘员(combinedfleet.com)中只有18人幸存，稍后被美军战俘。船上的其中一名乘员新屋徳治Michiharu Shinya写了一本名为The Path From Guadalcanal的书，提到晓号在沉没前并没有来得及发射鱼雷。
50. ↑  Hammel（1988年），第150–159页
51. ↑  Kilpatrick, Naval Night Battles, p. 96–97, 103; Morison, Struggle for Guadalcanal, p. 246–247; Frank, Guadalcanal, p. 443.
52. 1 2 3 4  Morison（1958年），第244页
53. ↑  Hammel（1988年），第132–136页
54. ↑  Hammel（1988年），第137–141页
55. ↑  Jameson, The Battle of Guadalcanal, p. 22 写道，“拉菲号只有加速，才没有直接撞上敌舰的舰首，但也仅仅距离几英尺而已。”
56. 1 2  Hara（1961年），第146页
57. ↑  Hara（1961年），第148页
58. 1 2  《第二次世界大战史丛书·血海翻腾》
59. ↑  Frank（1990年），第444页
60. ↑  Hammel（1988年），第160–171页
61. ↑  Morison（1958年），第247页
62. ↑  Hammel（1988年），第234页
63. ↑  Hammel（1988年），第246页
64. ↑  Hammel（1988年），第180–190页
65. 1 2  Hammel（1988年）
66. ↑  Hara（1961年），第146–147页
67. ↑  Hammel（1988年），第191–201页
68. ↑  Morison（1958年），第247–248页
69. ↑  Hammel（1988年），第172–178页
70. ↑  Hara（1961年），第144–146页
71. ↑  Morison（1958年），第249页
72. 1 2  Kilpatrick, Naval Night Battles, p. 94
73. ↑  Morison（1958年），第248页
74. ↑  Hammel（1988年），第204–212页
75. ↑  Kilpatrick, Naval Night Battles, p. 95; Morison, Struggle for Guadalcanal, p. 249–250
76. ↑  Hammel（1988年），第213–225, 286页
77. ↑  Frank（1990年），第449页
78. ↑  Hara（1961年），第149页
79. ↑  Hara（1961年），第147页
80. ↑  Hammel（1988年），第246–249页
81. ↑  Hammel（1988年），第250–256页
82. ↑  Frank（1990年），第451页，quoting Leckie's Helmet for my Pillow
83. ↑  Miller, The Story of World War II p. 134-135.
84. ↑  Frank（1990年），第451页
85. ↑  Frank（1990年），第449–450页
86. ↑  Hara（1961年），第153页
87. 1 2  Frank（1990年），第452页
88. ↑  Hammel（1988年），第270页
89. ↑  Hammel（1988年），第272页
90. ↑  Kilpatrick, Naval Night Battles, p. 98; Frank, Guadalcanal, p. 454.
91. ↑  Hammel（1988年），第274–275页
92. ↑  Kurzman, Left to Die, Frank, Guadalcanal, p. 456; Morison, Struggle for Guadalcanal, p. 257; Kilpatrick, Naval Night Battles, p. 101–103.
93. 1 2  Hammel（1988年），第400页
94. ↑  Morison（1958年），第258页
95. 1 2  Hara（1961年），第156页
96. ↑  Hammel（1988年），第401页
97. ↑  Frank（1990年），第459–460页
98. ↑  Frank（1990年），第461页
99. ↑  #11戦队详报(5)p.13
100. ↑  #吉田比叡p.245、#怒りの海pp.158-159
101. ↑  #4水雷日志(2)pp.24,27、#11戦队详报(5)p.14
102. ↑  #11戦队详报(5)pp.14,27、#4水雷日志(2)p.29
103. ↑  #11戦队详报(5)p.14
104. ↑  #11戦队详报(5)p.27
105. ↑  #11戦队详报(5)pp.23,25、#2水雷详报(1)p.18
106. ↑  #空母舰爆p.154、「隼鹰飞行机队戦闘行动调査(2)」pp.47-48。「母舰から発进」
107. ↑  #空母舰爆p.167、「隼鹰飞行机队戦闘行动调査(2)」pp.47-48。
108. ↑  「特设水上机母舰讃岐丸戦闘详报(2)」p.1
109. ↑  「204空飞行机队戦闘行动调书(1)」p.17
110. ↑  「千歳飞行机队戦闘行动调书(1)」pp.41-42
111. ↑  「705空　飞行机队戦闘行动调书(1)」p.10
112. ↑  #11戦队详报(5)p.33
113. ↑  #空母舰爆p.155
114. ↑  #怒りの海pp189-191、pp.195-196
115. ↑  #怒りの海pp186-188
116. ↑  #11戦队详报(5)pp.15,30、#戦藻録(九版)p.232
117. ↑  #BIG E上p.279
118. ↑  #怒りの海p.199、#11戦队详报(5)p.16
119. 1 2 3 4  #BIG E上p.280
120. ↑  「飞鹰飞行机队戦闘行动调书(2)」p.1
121. ↑  #11戦队详报(5)p.44
122. ↑  #11戦队详报(5)pp.17,40、#戦藻録(九版)p.234
123. 1 2  #11戦队详报(5)p.18
124. ↑  #4水雷详报(2)p.18
125. ↑  纪元二千六百年特别観舰式・第二章pp.25-27
126. ↑  连合舰队戦舰12只を探侦する p. 99
127. ↑  豊田撃沈 p. 181
128. ↑  #2水雷详报(3)p.26
129. ↑  #2水雷详报(1)p.18
130. ↑  #11戦队详报(5)p.38
131. ↑  Hammel（1988年），第316页，一架俯冲轰炸机和17架战斗机在跑道上被炮击摧毁
132. ↑  Morison（1958年），第263页
133. ↑  Kilpatrick, Naval Night Battles, p. 108–109; Morison, Struggle for Guadalcanal, p. 234, 262; Hammel, Guadalcanal: Decision at Sea, p. 313, combinedfleet.com
134. ↑  #11戦队详报(5)p.34
135. ↑  Frank（1990年），第465–474页
136. ↑  Hammel（1988年），第298–345页
137. ↑  Kilpatrick, Naval Night Battles, p. 110; Morison, Struggle for Guadalcanal, p. 264–266; Frank, Guadalcanal, p. 465, Hammel, Guadalcanal: Decision at Sea, p. 327; combinedfleet.com 
一架俯冲轰炸机无意中撞中了摩耶，杀死了37人，造成严重破坏。摩耶直到1943年1月16日才修理完毕。
138. ↑  #戦藻録(九版)p.235、#鸟海详报马来冲・ソロモン(2)pp.19,22
139. ↑  Evans, Japanese Navy, p. 191–192; Hammel, Guadalcanal: Decision at Sea, p. 345; Frank, Guadalcanal, p. 467–468; Morison, Struggle for Guadalcanal, p. 266–269; Jersey, Hell's Islands, p. 446 
在对运输船队的进攻中，美军损失俯冲轰炸机5架，战斗机2架；日军则损失战斗机13架。被击沉的7艘运输船总吨位44,855吨，共载有20门高射炮。
140. ↑  #3戦队日志(2)p.8
141. ↑  . combined fleet.com.   [27 November 2006]. （原始内容存档于2012-02-19）.
142. ↑  Morison（1958年），第271页
143. ↑  Frank, Guadalcanal, p. 469, and footnote to Chapter 18, p. 735. Frank写到，虽然Morison提到两次潜艇接触都是鲑鱼号，但他认为那是错误的。
144. ↑  #11戦队详报(5)p.39、#戦藻録(九版)p.233
145. 1 2  Frank（1990年），第474页
146. ↑  Evans, Japanese Navy, p. 193; Hammel, Guadalcanal: Decision at Sea, p. 351, 361.
147. ↑  #4水雷日志(2)p.48
148. ↑  #爱宕详报p.19
149. ↑  #ワシントンp.157、#爱宕奋戦记p.242
150. ↑  #ワシントンp.157
151. ↑  #爱宕奋戦记p.242
152. 1 2  Morison（1958年），第270–272页
153. ↑  Hammel（1988年），第351–352页
154. ↑  Frank, Guadalcanal, p. 470.
155. ↑  #ワシントンp.154
156. ↑  Hammel（1988年），第352, 363页
157. ↑  Kilpatrick, Naval Night Battles, p. 116–117; Morison, Struggle for Guadalcanal, p. 274; Hammel, Guadalcanal: Decision at Sea, p. 362–364; Frank, Guadalcanal, p. 475.
158. ↑  Kilpatrick, Naval Night Battles, p. 118–121; Frank, Guadalcanal, p. 475–477; Morison, Struggle for Guadalcanal, p. 274–275; Hammel, Guadalcanal: Decision at Sea, p. 368–383.
159. 1 2  Frank（1990年），第478页
160. 1 2  Frank（1990年），第480页
161. ↑  #爱宕详报p.25「二一四五：敌大巡轰沈、我火灾中」
162. ↑  Lippman, Second Naval Battle of Guadalcanal, Frank, Guadalcanal, p. 477–478; Hammel, Guadalcanal: Decision at Sea, p. 384–385
163. ↑  Morison（1958年），第275–277页
164. ↑  Frank（1990年），第479页
165. ↑  NavSource.com
166. ↑  #豊田撃沈p.195、#爱宕奋戦记p.245、#爱宕详报p.8,pp.25-26
167. ↑  Morison（1958年），第277–279页
168. ↑  Scan of original report 的存檔，存档日期2009-03-26.. 相关的“中弹报告”表明有26发命中，可以在6th and succeeding photos （页面存档备份，存于）找到。 Hammel, Guadalcanal: Decision at Sea, p. 385–389.
169. ↑  . public1.nhhcaws.local.   [2019-04-09] （美国英语）.[永久]
170. ↑  Lippman, Second Naval Battle of Guadalcanal, p. 9. Lee stated he felt "relief", but Capt. Davis of Washington said South Dakota "pulled out" without a word.
171. ↑  Lundgren, Robert.  (PDF). www.navweapons.com. The Naval Technical Board.   [20 September 2015]. （原始内容存档 (PDF)于2015-11-05）.pp.5-8
172. ↑  Kilpatrick, Naval Night Battles, p. 123–124; Morison, The Struggle for Guadalcanal, p. 278; Hammel, Guadalcanal: Decision at Sea, p. 388–389; Frank, Guadalcanal, p. 481.
173. ↑  #爱宕详报p.36
174. 1 2  #ワシントンp.170
175. ↑  #ワシントンp.175
176. ↑  #爱宕奋戦记p.248、#爱宕详报pp.10,30
177. ↑  #五月雨pp.152、#电详报1(2)pp.19
178. ↑  #爱宕详报p.33「二三四六：158度方向发生大爆炸确认火焰」
179. ↑  Frank（1990年），第483–484页
180. ↑  #戦藻録(九版)p.240「雾岛戦闘详报前略」
181. ↑  #戦藻録(九版)p.240
182. ↑  #4水雷日志(3)p.20
183. ↑  #五月雨p.153、#戦藻録(九版)p.241
184. ↑  Frank（1990年），第484页
185. ↑  Frank（1990年），第486页
186. ↑  Evans, Japanese Navy, p. 195–197; Morison, The Struggle for Guadalcanal, p. 282–284; Hammel, Guadalcanal: Decision at Sea, p. 394–395; Frank, Guadalcanal, p. 488–490; Jersey, Hell's Islands, p. 307–308。
Morison和Jersey写到，有2000日军士兵登陆，带了260份弹药和1500包大米。损失包括可供3万人20天份的给养；2万2千发炮弹，数千箱轻武器弹药，76辆大型登陆艇和7辆小型登陆艇。田中知道不可能会有足够时间抢在天亮前卸载完成，所以他要求运输船直接搁浅。三川并不同意他的请求，但近藤同意了。因此田中直接命令运输船的船长们把船冲上海滩。炮击滩头的是第244岸防炮兵连和第3岸防连，包括两门155毫米炮和几门5英寸炮。
187. ↑  Hara（1961年），第157页
188. ↑  Hara（1961年），第157, 171页
189. ↑  Dull, Imperial Japanese Navy, p. 261; Frank, Guadalcanal, p. 527
190. 1 2  Morison（1958年），第286–287页
191. ↑  #爱宕奋戦记p.250、#爱宕日志(7)p.30
192. ↑  #18戦队日志(1)pp.17-18
193. ↑  #戦藻録(九版)pp.239,245、#2水雷详报(1)p.21、#2水雷详报(4)p.44、#8戦队日志(4)pp.32-33
194. ↑  #戦藻録(九版)pp.239-240
195. ↑  #吉田比叡p.254-255
196. ↑  #ワシントンp.183
197. ↑  #ワシントンp.184-185
198. ↑  Frank（1990年），第428–92页
199. ↑  Dull, Imperial Japanese Navy, p. 245–69
200. ↑  Hammel（1988年），第402页
201. ↑  这段话在不同的来源有不同的版本：USS Cushing （页面存档备份，存于）, Late November 1942 to February 1943: The endgame （页面存档备份，存于）, Commendations for the Men who fought in the Naval Battle for Guadalcanal on November 13th, 1942., Communiqués （页面存档备份，存于）

## 附加阅读
- Barham, Eugene Alexander. . 1988. OCLC 17616581.
- Calhoun, C. Raymond. . Naval Institute Press. 2000. ISBN 1-55750-228-5.
- Coombe, Jack D. . Harrisburg, PA: Stackpole. 1991. ISBN 0-8117-3030-1.
- D'Albas, Andrieu. . Devin-Adair Pub. 1965. ISBN 0-8159-5302-X.
- Fuquea, David C.  (Academic report). Center for Naval Warfare Studies, Naval War College. June 18, 2004  [August 4, 2009]. （原始内容存档 (PDF)于2011-06-04）.
- Generous, William Thomas, Jr.,. . University Press of Kentucky. 2003. ISBN 0-8131-2286-4. Online views of selections of the book: （页面存档备份，存于）
- Grace, James W. . Annapolis, Maryland: Naval Institute Press. 1999. ISBN 1-55750-327-3.
- Hone, Thomas C., , Proceedings of the U.S. Naval Institute (Vol. 107, No. 9, September 1981) (Annapolis, Maryland), 1981, (Vol. 107, No. 9, September 1981): 113–116, ISSN 0041-798X
- Lacroix, Eric; Linton Wells. . Naval Institute Press. 1997. ISBN 0-87021-311-3.
- McGee, William L. . BMC Publications. 2002. ISBN 0-9701678-7-3.
- Parkin, Robert Sinclair. . Da Capo Press. 1995. ISBN 0-306-81069-7.
- Stafford, Edward P.; Paul Stillwell (Introduction).  reissue. Naval Institute Press. 2002. ISBN 1-55750-998-0.